# Fate/Grand Order

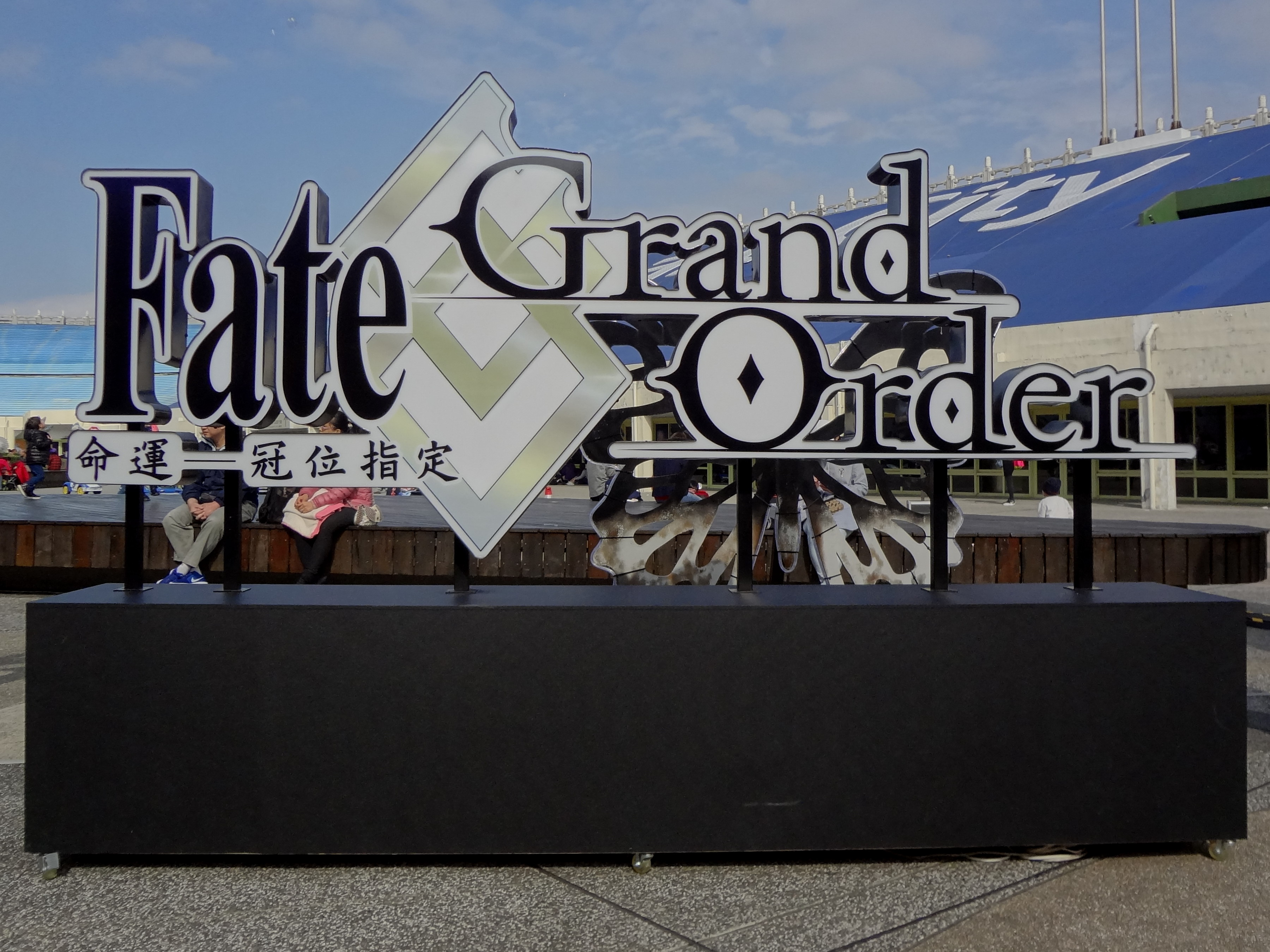
Fate/Grand Orderの看板広告（台湾・台北市 花博公園）

『Fate/Grand Order』（フェイト グランドオーダー）は、原作：TYPE-MOON、開発：LASENGLE、運営：アニプレックスによるスマートフォン向けロールプレイングゲーム。『Fate/stay night』をはじめとするFateシリーズの1つで、プレイヤーはシリーズに登場する複数の英霊を「サーヴァント」として使役する「マスター」となり、人類史を守るため7つの「聖杯探索」（グランドオーダー）に身を投じる。略称は「FGO」。
2015年から配信されている。2004年発売のビジュアルノベルゲーム『Fate/stay night』をはじめ、小説『Fate/Zero』、ロールプレイングゲーム『Fate/EXTRA』、小説『Fate/Apocrypha』、アニメーション作品『Fate/Prototype』といった数多くのシリーズ作品から多数のキャラクターが登場するほか、本作オリジナルのキャラクターも多数登場する。

## 沿革
本作は、2014年7月27日に品川インターシティホールで開催された「Fate Project 最新情報発表会」にて初めて製作が発表され、2014年12月28日より事前登録を開始。シナリオ展開・サービス運営は2015年7月30日より開始した。Android版、iOS版が同時にサービス開始予定だったが、Appleの審査が通過できず、配信予定日にはAndroid版のみが配信された。同年8月4日、「Google Play ランキング」4位となるが、同時に長時間に渡るメンテナンスによりプレイが行えない状況となる。その後、同日18時15分にメンテナンス終了までアプリを「Google Play Store」から一時的に削除（非公開）していたことが公式Twitterで事後発表された。
最終的に同年8月6日の11時に配信を再開、断続的なスタートとなった。同年8月12日、iOS版の配信を開始。

## ストーリー
歴代TYPE-MOON作品同様、世界の真なる理を魔術と魔術師が掌握しつつ、『Fate/EXTRA』で描かれたような科学技術を研鑽する者たちも加わり、科学と魔術が交錯する世界観を前提として物語は始まる。
また本作のストーリーはメインステージだけでなく期間限定イベントも含め、現実の時間軸とストーリー内の時系列を連動させるという手法を取って展開されていく。このため、中国版は2016、北米・韓国版は2017年からのスタートに合わせて作中の時間軸が調整されている。繁中版の1部、1.5部と第2部は8月を起点に運営されている。以後の時系列は全て日本語版を基準とする。
本作のイベントシナリオの中には『Fate/Extra CCC』や『空の境界』といったTYPE-MOON内の作品とのコラボレーションシナリオも存在する一方、同ジャンルの『グランブルーファンタジー』のように他社作品とのコラボレーションシナリオは存在しない。このことについて、原作者の奈須きのこは本作のストーリー性の強さを理由に、第2部完結までの間はTYPE-MOON外の作品とのコラボレーションができない旨を2019年に行われたファミ通とのインタビューの中で明かしている。
メインストーリー
- 第1部：Observer on Timeless Temple（オブザーバー オン タイムレス テンプル）：「人理焼却」による人類史滅却の危機に立ち向かうため、歴史の流れの中で滅亡への原因となる異常事態となった「特異点」に時間旅行し歴史を正しい流れに戻すべく奮闘する。
- 第1.5部：Epic of Remnant（エピック オブ レムナント）：元に戻った現在の中で第一部の余波と残滓、第二部への予兆となる出来事を解決してゆく。
- 第2部：Cosmos in the Lostbelt（コスモス イン ザ ロストベルト）：異星の神が起こす「人理漂白」による汎人類史の変更を阻止するため、本来なら消え去っていた歴史の可能性である「異聞帯」に渡り、異聞帯を人類の正史として塗り替えるため根付こうとする「空想樹」を伐採していく。また、主人公一行の旅と並行して、濾過異聞史現象で漂白した地球で生き残った人間の一人であるデイヴィット・ブルーブックが、漂白された理由を知るために、地表で唯一漂白されていないと言われているネバダ州のエリア51へと向かう物語も進められる。
- メイン・インタールード：配信形式としては期間限定イベントながら、メインストーリーと繋がりがあるとされていたり（「監獄塔は復讐鬼に哭く」・「徳川廻天迷宮 大奥」・「虚数大海戦イマジナリ・スクランブル」）、メインストーリーの章と章の間の時系列となる「メイン・インタールード」（「冥界のメリークリスマス」・「亜種特異点 深海電脳楽土 SE.RA.PH]」・「地獄界曼荼羅 平安京」）としてアイテム交換再配信、または常設配信されている章。

イベントシナリオのうち、謎のヒロインXが登場する「セイバーウォーズ」シリーズと織田信長や沖田総司が登場する「ぐだぐだ」シリーズは本作のスピンアウトという位置づけであり、メインシナリオおよびほかのイベントシナリオから独立した世界観を持つ。

## 登場人物
登場人物は主人公らが属する組織である「カルデア」の主要人物、協力組織の人物、敵対キャラクターうちの重要人物、イベントについては重要な役割を持つキャラクターを解説している。
本作の登場人物のうち、主人公らが召喚し使役する「英霊」たちは、サーヴァントと呼ばれて一覧表にまとめられている。

## 作中用語

### カルデア関連
人理継続保障機関フィニス・カルデア
魔術師の貴族「アニムスフィア家」が管理する機関。表面上は標高6,000メートルの雪山の斜面に建設されているように見えるが、施設本体はその地下に広がっている。
100年後に時代設定したカルデアス表面の「文明の光」を観測することにより、未来における人類社会の存続を保障することを任務とする。2016年の人類滅亡が証明されてからは、本来は存在しないはずの過去の特異点事象に介入してこれを破壊し、未来を修正するための作戦を始動した。なお、各種の研究実験は国連の承認の下で実施されている。2015年7月のサービス開始時は「2016年7月以降」と月日まで言及されていたが、前述する諸々のトラブルや第二部の制作決定に伴い月日の表記が削除されている。
「序 / 2017年12月31日」にて、南極大陸に位置していたことが判明。衛星などによる外界からの干渉を防ぐために結界魔術などを施してカモフラージュし、外界から完全に隔離していた。だが同日にロシア異聞帯からの襲撃により施設全体が占拠・凍結され、事実上全滅した。
ノウム・カルデア
ロシアと北欧異聞帯の空想樹を伐採し辿り着いた彷徨海で築いた拠点。内装は壊滅前のカルデアのものを極力まで再現しているが、サーヴァントにそれぞれ部屋を与えるまでのスペースはない。紫式部が召喚されたことで倉庫エリアの未使用スペースは地下図書館となった。
ツングースカ特異点から帰還した直後に現れたU-オルガマリーによって拠点は壊滅した。彷徨海の魔術師によると2017年の彷徨海は壊滅するがそれ以外の彷徨海は健在であることがほのめかされている。
事象記録電脳魔・ラプラス
1950年に完成したカルデアの発明の一つ。過去の記録を集計する使い魔で、レイシフトの転移に於いて、マスターを保護する役割をもつ。
疑似地球環境モデル・カルデアス
1990年に完成したカルデアの発明の一つ。惑星には魂があるとの定義に基き、その魂を複写することにより作り出された小型の擬似天体。小さな地球のコピーである。星の状態を過去や未来に設定する事が出来、現実の地球の様々な時代を正確に再現可能。
しかし、その実態は「100年後までシミュレートされた異文明の地球観測モデル」であり、100年後の未来まで人類の文明の光が存在する事を観測・証明する事を目的に作成され、そして、第２部の元凶である異星の神にしてビーストVIIその物だったことがLostbelt No.7で判明する。また別名「人理保障天球」と呼ぶ。また、本編のプロローグに登場する「アナウンス」の正体はカルデアスであり、主人公にシミュレーションを受けさせ難易度の高い:シニアにより、脳への負荷をかけさせ眠りこけマシュに出会うように仕向けさせたり、第２部の序章の「アナウンス」もカルデアスだったことが雪原のメリー・クリスマス2023 ～7days / 8years Snow Carol～で示唆されている。
近未来観測レンズ・シバ
1999年に完成したカルデアの発明の一つ。製作者はレフ教授。カルデアスを観測するための専用望遠鏡。カルデアスを取り囲むように配置された、いわば地球観測衛星のようなものである。カルデア内の監視システムとしても機能している。
亜種特異点IVにて魔神ラウムが語ったところによると、他の魔神柱を監視する機能も備えられていたようで、同メインストーリーに登場するサーヴァントの「シバの女王」は、これによって召喚されている。
守護英霊召喚システム・フェイト
2004年に完成したカルデアの発明の一つ。製作者はオルガマリーの父親であるマリスビリー。通常は聖杯戦争の際に聖杯の力によって召喚されるサーヴァントを、平時において任意に召喚することを可能にしたシステム。プレイヤーが参加し、マシュが「シールダー」となってからは彼女の宝具である大盾を用いて召喚儀式を行う。
ゲーム開始時点で、カルデアはフェイトを用いて「キャスター：ソロモン」「キャスター：ダ・ヴィンチ」「シールダー：ギャラハッド」、計3騎のサーヴァントの召喚に成功しているが、ギャラハッドとソロモンについてはゲーム開始時にはふせられており、ストーリーの進行によって第1部終盤にて明かされる。
通常の聖杯戦争と比較して極めて特殊な召喚システムであるとされ、本来、英霊の生前の記憶とは違い、召喚時のサーヴァントの経験は各々の英霊の座には記録されるものの、別の召喚時には記憶として備えてはいないとされる設定の中で、既存作品における別の聖杯戦争や特異点における記憶をもつサーヴァントが存在するほか、シャーロック・ホームズなどのように霊基のクラスチェンジを伴って召喚されるサーヴァントもいる。ただし、記憶に関しては、ギルガメッシュなど高ランクの千里眼などの個々人の能力によって記憶や情報に通じている場合もあり、また風魔小太郎が「第1.5部亜種特異点III」にて、元が同じ英霊だとしても一度英霊の座に還ってしまえば、別の機会に召喚された場合は、例えある特定の召喚・現界時の記憶を持っていても、サーヴァントとしては別の存在・別者になると説明している。
人理修復後、ダ・ヴィンチとホームズは不測の事態に備えるため、登録された霊基データをトランク型のデータバンクに移植していた。この作業は「序 / 2017年12月31日」にてようやく完了し主人公に託している。
霊子演算装置・トリスメギストス
2015年に完成したカルデアの発明の一つ。アトラス院からの技術供与によって実現された、未来観測やレイシフトを管制するコンピューター。ラプラスと併せてカルデアスの事象分析やレイシフトの実行に用いられる。
霊子転移（レイシフト）
カルデアの発明の一つ。霊子化した魔術師を過去へタイムトラベルさせるシステム。通常は中央管理室にある各人専用の霊子筐体（クラインコフィン）というポッドに入って行うが、主人公とマシュの最初のレイシフトは霊子筐体の外にいたにもかかわらず、トリスメギストスにより強制的に被験者と設定されて実行されてしまっている。
未来へのレイシフトは不可能とされているが、「深海電脳楽土SR.RA.PH」にてBBより「未来へのレイシフトは難易度が高いだけで、カルデアでは2017年以降のレイシフトはできない」と語られた。
レイシフト自動存在証明システム・ムネーモシュネー
「レディ・ライネスの事件簿」に登場。カルデアの発明の一つであったが、アトラス院からトリスメギストスが提供されたため完成されることがなかった。ある時自我をもつようになり独自行動を開始する。主人公の前には時系列として、かつてカルデアに存在していたダヴィンチをモデルに仮面を被った姿で現れている。
デミ・サーヴァント
カルデアの研究のひとつ。人間である魔術師とサーヴァントを憑依融合させた存在。これまで長く研究実験がされてきたものの失敗続きであったが、重なり合った偶然からマシュが最初にして最後の成功例となった。
諸葛孔明の疑似サーヴァントであるエルメロイII世が幕間の物語「英霊憑依」にて、デミ・サーヴァントの研究に言及した際「そんなふざけた組織なら即座に解体を提案していた」と嫌悪感を示しており、マシュ自身も非人道的な実験だったと明言している。
海上油田基地セラフィックス
カルデアの資金源の一つであり、アニムスフィア家が所有し北海に存在する海上油田基地。2017年1月に魔神ゼパルが辿り着いたことで電脳空間へと変異し、ゼパルを乗っ取った殺生院キアラの手によりマリアナ海溝に転移した西暦2032年の亜種特異点『深海電脳楽土 SE.RA.PH』となる。
ここにも主人公が特異点解決とスタッフ救出のために送り込まれるが、5月初頭にセラフィックスの全スタッフが死亡し、ビーストIII/Rの出現によって施設は完全に破壊・消滅という結果になった。事後、BBの手によってこの5ヶ月がまるごと「なかったことにされた」際には、同年1月に解体され、ゼパルとキアラは未然に死亡したことになっている。なお、一度目のSE.RA.PHにて主人公がビーストIII/Rになす術なく殺されたという事実は一度目のSE.RA.PHで行動を共にしていたメルトリリスが時間跳躍で逃亡したことで「なかったことにされた」。
虚数潜航艇シャドウ・ボーダー
第2部「Cosmos in the Lostbelt」の移動手段となる大型特殊車両。ホームズがカルデアに加入した2017年半ばから水面下で開発されていた。虚数空間に潜航するためのゼロセイルを可能とする船。
アトラス院が提供した「虚数観測機・ペーパームーン」を搭載しており、これによってゼロセイルを実行可能だが、成功率は3割以下で浮上先もランダムという不安定な機能になっていた。
ノウム・カルデアに拠点を築いた後はキャプテンが乗車し彼のナビゲートによりゼロセイルの精度は向上した。インド異聞帯で真名がネモと明かされたことでノーチラス号の能力を発現する。
次元境界穿孔艦ストーム・ボーダー
ネモのノーチラス号を竜骨、シャドウ・ボーダーをコアユニットとし、大西洋異聞帯の各地の島で入手した神の遺物「テオス・クリロノミア」を最大限に活用して誕生した海を駆り深海を制覇し、異聞帯の嵐の壁すらものともしない巨大な潜水艦。
現行の原子力潜水艦より大きく、シャドウ・ボーダーの電算室に陣取るダ・ヴィンチの負担を最小限に留めるよう設計されている。シャドウ・ボーダーを分離し揚陸艦として運用する。他にもメリュジーヌ（ルーラー）の依頼で甲板部分に蒸気カタパルトを増設している。
大令呪（シリウスライト）
マリスビリーからAチーム（クリプター）の7人に与えられた特殊な令呪であり、他者への譲渡も可能である。クリプターの命を代償としているが、異聞帯そのものを作り替えるほどの力を秘めているとされている。キリシュタリアはマリスビリーより本来の使い方を聞いている。
魔術回路に深く根付いているため、肉体を消滅させて再構成でもしない限り除去することはできない。劇中で大令呪を使ったのはオフェリア、キリシュタリア、カドックの3人で、使った後は皆死んでいる。ヒナコはその出自からできる方法を使うことで除去に成功している。

### アトラス院関連
ロゴスリアクト・ジェネリック
アトラス院の錬金術師が制作した思考実験装置の廉価版で「ぐだぐだファイナル本能寺2019」の舞台となったシミュレーター内の戦国時代を作り出した。入手経路はプレイヤーのストーリー進行がノウム・カルデア以前と以後で異なり、前者はマリスビリーが貰い後者はシオンが養父ズェピアからの誕生日プレゼントとして贈られたことになっている。

### サーヴァント関連
英霊（えいれい）
Fateシリーズの全並行世界の過去・現在・未来の英雄たちの霊であり、実在・架空を問わず、人類史や神話・伝承において偉大な功績をあげ、死後もなお人々の信仰の対象とされる英雄の霊格が、人間霊よりも高位である精霊・神霊・聖霊の域にまで昇華され、世界の外側、根源の渦の内部にある「英霊の座」と呼ばれるデータベースに登録されることで、時間、因果、そして輪廻の枠からも外れて不変の現象となった存在。
本来であれば、人間の滅亡を防ぐための人類の集合無意識である「アラヤ（霊長の抑止力）」が、人類とその文明・歴史を護る際に召喚し使役するものだが、このシステムを参考に、魔術師が聖杯戦争において聖杯の力で限定的に特定の枠に押し込めてコピーすることで召喚し、魔術師が従わせることのできる最高級の使い魔とした者たちが「サーヴァント」である。『ロード・エルメロイII世の事件簿』や『Fate/strange Fake』では魔術師が、『turas réalta』ではアマデウスが「境界記録帯（ゴーストライナー）」と呼んでいる。
アラヤが「人類悪」と戦わせる有事において直接使役する最高レベルのサーヴァントには「冠位（グランドクラス）」を与えられて「グランドサーヴァント」と呼ばれ、「ソロモン」、「マーリン」、「"山の翁"」、「超人オリオン」、「ロムルス＝クィリヌス」、「テスカトリポカ」が該当する。"山の翁"は第一部第七特異点にて個人の判断でカルデアに協力するために冠位の資格を放棄し、かつティアマトに死の概念を付与するために冠位の霊基を代償とした。マーリンは「冠位の資格こそ有する」ものの、死ぬことがない状態にあるために実際は英霊ですらない。始皇帝は冠位に匹敵すると評されている。ライダーの太公望はキャスターで召喚された場合は冠位と自称、「Arcade」にて「ノア」も該当していることが判明している。
マスターとサーヴァントのシステムについては、それぞれ別の世界の出来事を描いており、同じ世界・時間軸が舞台ではないとされるFateシリーズの各作品において若干の違いが見られることもあるが、詳細はFate/stay night#用語解説のサーヴァントの項参照。
幻霊（げんれい）
伝承や生前の功績はあれど、霊基が英霊になり得るための数値を満たせなかった存在の総称。
シリーズでは幻霊となった存在が英霊として昇格されることは基本的にないと設定されているが、英霊に幻霊を掛合わせたモリアーティと燕青、3体の幻霊を掛け合わせたヘシアン・ロボ、うどん生地に聖杯の泥を混ぜたものに幻霊を憑依させたポール・バニヤンといったサーヴァントが登場している。他にも亜種特異点Iの終盤で召喚された数多の推理小説の探偵のほかに、織田信勝やラヴィニア・ウェイトリーがこれに当たる。信勝は複数の「ぐだぐだイベント」で魔神柱や魔王信長など魔力の大きい存在の影響で現界していたが、「ぐだぐだ邪馬台国」イベントの際に、作中における自身と似た者である卑弥呼の弟にあたる「とある名も無き霊基」と同化することによりサーヴァントとして召喚が可能になったという設定である。
オルタ
オルタナイティブ（Alternative）の略語。Fateシリーズでは何らかの理由で、「善・中立」であった属性から「悪」属性に転じるか、「悪」属性の別個体として召喚されたサーヴァントを指している。作中では「反転」とされている。
シリーズ初出は『Fate/stay night』・「Heaven's Feel」ルートにおいて「聖杯の泥」に汚染されて変質したセイバー「アルトリア・ペンドラゴン〔オルタ〕」である。本作中でも聖杯の泥に汚染されたりなどで不完全な召喚となったり、何らかの理由で退去しきれず残留して呪いのような存在となった「シャドウ・サーヴァント」がエネミーの一種として登場するが、これらは元のサーヴァントの一部スキルを有するものの、原則として宝具は使えない劣化再生の敵である。
本作においては召喚者が聖杯に歪んだ願望をかけて呼び出した「ジャンヌ・ダルク〔オルタ〕」や「クー・フーリン〔オルタ〕」、元型サーヴァントとは別の世界軸で別の人生を歩んだ末に失墜した存在である「エミヤ〔オルタ〕」、自らの宝具によって変化した姿を抽出されての召喚となる「アタランテ〔オルタ〕」、親族の生かしてほしいという願いの対価として抑止力として一度きりの召喚を許された「沖田総司〔オルタ〕」など、様々な要因によって変転したサーヴァントが新たに登場している。
例外として「謎のヒロインX〔オルタ〕」とその系列サーヴァントは幕間の物語で解放されるマテリアルにより「謎のヒロインX」から抽出したX因子から生み出された人工サーヴァントであり、別個の存在である。
疑似サーヴァント
本作において、Fateシリーズの既存オリジナルキャラクターである人間の器を依代にして召喚されるサーヴァントである。ただし、該当人物の人体そのものを介しているわけではないではないので身体としては人間とは異なっており、体色や光彩の色が元となった人間と違う場合もある。高次の存在である神霊や、該当する召喚方式ではサーヴァントとしての霊基が作りづらい英霊にこの方法を使用されている。ストーリー中では特異点でカルデア以外の存在や抑止力によって召喚されている場合もある。
英霊とは異なる点としては霊体化ができないこと、人体そのものを依り代にしているわけではないものの人体への依存性があり食事や睡眠が必要になることなどが挙げられる。基本的に人格は憑依する英霊側に寄るが、人間側の人格が主導権をもつ者もいる。ロマニは「幕間の物語 英霊憑依」にて、エルメロイII世の解説にのる形で「オバケに憑依された人間」と砕けた説明をしている。
ロード・エルメロイII世が、英霊本人と対話した結果、能力のみを継承することになった「諸葛孔明」、以下、『Fate/stay night』から藤村大河を介した「ジャガーマン」、遠坂凛を介した「イシュタル」と「エレシュキガル」、間桐桜の陰陽が分離された状態に、それぞれが混ざり合った「パールヴァティー」「カーマ」と前者と同一視される「ドゥルガー」「カーリー」、衛宮士郎を介した「千子村正」、言峰綺礼の遺体を媒体とした「ラスプーチン」、イリヤスフィールに北方の3人の女神が同居する「シトナイ」、ルヴィアゼリッタ・エーデルフェルトを介した「アストライア」、バゼット・フラガ・マクレミッツを介した「マナナン・マクリール」、カレン・オルテンシアを介した「アムール」、『ロード・エルメロイII世の事件簿』からライネス・エルメロイ・アーチゾルテと共存する形を取った「司馬懿」、『Fate/EXTRA CCC』からジナコ＝カリギリを介した「大いなる石像神（ガネーシャ）」が該当する。また、『空の境界』のメインキャラクターである「両儀式」は、異能者ではあるものの人間であって英霊ではないが、作中でサーヴァント化した自身を疑似サーヴァントと称している。
サーヴァントユニヴァースの住人であるスペース・イシュタルは自身の素性を知った上で、「原初の女神の半身が自分を本気でサーヴァントだと信じている」から疑似サーヴァントと名乗っている。
エクストラクラス
聖杯戦争においてスタンダードなサーヴァントのクラスとされる「セイバー（剣士）」「ランサー（槍兵）」「アーチャー（弓兵）」「ライダー（騎兵）」「キャスター（魔術師）」「アサシン（暗殺者）」「バーサーカー（狂戦士）」の7つ以外のクラスの総称。本作に登場するクラスとしては『Fate/Apocrypha』初出の「ルーラー（裁定者）」、シリーズ初期から存在する「アヴェンジャー（復讐者）」、『Fate/EXTRA CCC』の「ムーンキャンサー」と「アルターエゴ」、そして本作初出の「シールダー（盾兵）」、「フォーリナー（降臨者）」と「プリテンダー（詐称者）」となる。『Fate/Prototype』より存在していたものの、「没案」となっていた「ビースト（獣）」は「人類悪」として復活させ、本作より詳細な設定が明かされた。シリーズの他作品では、同じ英霊が別のクラスで召喚されている場合もあるが、エクストラクラス絡みのクラス変更は極めて稀で前例がない。
ゲーム上における攻撃ダメージの増減の相関関係については、エクストラクラス間以外の通常クラスに対しても影響する相性図が設定されていることがあり、例えばルーラーはバーサーカー以外の通常クラスからの攻撃、フォーリナーはバーサーカーからの被ダメージを大きく低減できる。
フォーリナー
以前より原案が存在したシールダーと違い、本作で初めてその存在が明かされた「降臨者」のエクストラクラス。2023年7月時点では、『Fate/Requiem』のボイジャーと謎のヒロインXX、謎のアイドルX〔オルタ〕、謎のヒロインXX〔オルタ〕、ククルカン、ワンジナ、蒼崎青子、オルト・シバルバーを除きクトゥルフ神話における外宇宙の神性などといった、FateシリーズやTYPE-MOON作品世界観の外部の存在との関連を何かしらの形で持った英霊が大半を占めている。アビゲイルはヨグ＝ソトース、葛飾北斎はクトゥルフ、楊貴妃はクトゥグアの権能の一部を有し、またフォーリナークラスではないがイベントストーリーでフォーリナーと接触したと語る水着BBは、ナイアーラトテップの権能である時間操作能力を保有していると自認している。水着BBを含めフォーリナーは全員「領域外の生命」スキルを所持する。
謎のヒロインXXは「サーヴァントユニヴァースの住人」として設定され、コメディ色の強いイベントストーリーにおいてフォーリナーを取り締まるフォーリナーとして登場する。また、オキタ・J・ソウジはヒロインXXの不注意によってアサシンクラスの沖田総司の霊基にサーヴァントユニヴァース製のジェットパックを取り付ける応急処置を行ったために「領域外の生命」スキルが付与されたが、クラスはアサシンのままである。『Fate/Requiem』のボイジャーは原作では「航海者」のエクストラクラスだが、本作ではフォーリナーのクラスに当てはめられている。
プリテンダー
2021年8月に作中に登場し、本作にシリーズ初実装されたエクストラクラス。作中では「役を羽織る者」「世界を敵に回す詐称の英霊」と呼ばれ、プリテンダー自身は「人類の敵対者」としている。バトルの際の相性はアルターエゴに有利、フォーリナーに不利で、それ以外にも三騎士（セイバー・アーチャー・ランサー）に対して攻撃有利、バーサーカー以外の四騎士（ライダー・キャスター・アサシン）に対して攻撃不利となる。バーサーカーに対しては相互関係となり、与えるダメージも受けるダメージも大きくなる。
後にプリテンダーというクラスは本来のビーストVIIことカルデアスを発祥とし、FGO世界でのみ召喚可能なクラスであることが判明している。

### 歴史関連
人理
TYPE-MOON世界観における並行世界のシステムに関わる用語。シリーズでは『Fate/EXTELLA』でも一部が説明されている。
歴史上にいくつか存在する重要な事象を「人理定礎」「量子記録固定帯（クォンタム・タイムロック）」として定義し、そこを共通して基点としている数多の世界を「編纂事象」として展開し、それらから著しくかけ離れてしまった世界を「剪定事象」として排除することで、記録過多を抑えつつ歴史が刻まれていく、という理論が作中の魔術協会においても提唱されていた。
ゲーティアは7つの人理定礎に自らの作り出した聖杯を送り込み「特異点」とすることで干渉し、人理定礎を崩壊に至らしめた上でこれまでの人類史全体を焼却して得た超膨大なエネルギーにより、約46億年前への時間跳躍を行い自らの目的を果たそうとしていた。
サーヴァントユニヴァース / 蒼輝銀河（そうきぎんが）
英霊が原典という枷から解放され、自由に生きることを許されたアメリカン・コミックスを下敷きとした別世界。収拾が付かなくなると世界観のリセットが行われ、新シリーズという体裁で仕切り直しが入る。
「セイバーウォーズ2」(シーズン4.8)にて「宇宙の更新」が行われ、人類が肉体を捨て魂が自らの在り方を変え英霊として生きることを選んだ未来であることが語られた。住人は全て英霊であり、マスターという存在は伝説上の存在として語り継がれている。
本作における謎のヒロインXと謎のヒロインX〔オルタ〕系列、アマゾネスCEO、ワンジナ、カラミティ・ジェーン、スペース・イシュタル、アシュタレト、アンキ・エレシュキガルの出身地である。謎のヒロインXXは本人の話によるとざっくり2シーズン後の姿で、「SW2」開始時点でXオルタは死亡したことになっている。9周年に実装されたシエルは7周年記念で実装されたアルクェイドとの兼ね合いなどからそのまま出すことを憚られたため、ユニヴァースの要素を混ぜることで実装したと語っている。
アマゾネス・ドットコム
「ハロウィン・ストライク！」が初出のサーヴァント・ユニヴァースを拠点とするECカンパニー。サーヴァント・ユニヴァースにおけるペンテシレイアがアマゾネスCEO（経営責任者）として君臨、部下のアマゾネスと共に商品を直接搬送する。カルデアでも刑部姫など利用者が多い。
異聞帯
第2部におけるストーリーの舞台。「剪定事象」となるはずだった特異点がそのまま西暦2018年相当の現代に至ってしまった領域。異星の神襲来による人理漂白とともに地球上に出現し全域を塗り替えんとするが、地球上での覇権を握るため7つの異聞帯がさながら聖杯戦争の如く鎬を削っている状態にある。
異聞帯には共通して『空想樹』と呼ばれる異星の巨大な物体がその領域を展開・維持する中核として存在しており、元の世界への帰還を目指す主人公は、すべての空想樹を破壊する必要に迫られることとなる。それぞれの異聞帯によって空想樹には個別の名称があり、いずれかの銀河と同じ名前となっている。
空想樹を失った異聞帯は直ちに剪定が行われ、以後一定時間後に作中の世界観上の認識から切り離されて消滅することになる。これはその世界での人々の生活などがどのようなものであったにせよ、その何もかもがすべて虚無へと葬り去られることを意味すると作中の各人物からは認識されている。しかし、ゲーム上では異聞帯内で初出した「剪定事象におけるその地域を支配していた異聞帯の王や神」などの強大な存在が、カルデアとの戦闘や交流によって縁を結んだことになるという設定のため、切除後に英霊・サーヴァントとして召喚されることはある。
1.5部「英霊剣豪七番勝負」の舞台である並行世界の下総国も小規模ながら異聞帯であったことがLostbelt No.4にて明かされている。
ムーン・ドバイ
並行世界の月面に作られた都市で、ドバイを模している一方、実際のドバイと異なる点もある。この世界の人類はAIに移行して「新人類」を名乗っており、主人公のような「旧人類」は西暦2099年の時点でほぼ絶滅している。また、この並行世界では、カルデアの不在やロボットの普及時期など汎人類史と異なる点が多い。
黙示記録帯
「Arcade」におけるストーリーの舞台。第一の獣が起こした人理焼却事件の一部始終を観測した第六の獣の片割れが捏造した編纂事象。本作のカルデアが関わることはないが並行世界に存在する数多のカルデアとそこに所属するマスターが誘引されていた。「螺旋証明世界 リリムハーロット」は黙示記録帯の事件が解決した後の話であることが暗に示唆されている。

## スタッフ
- 原作 - TYPE-MOON
- リードキャラクターデザイナー - 武内崇
- アートディレクション - TYPE-MOON
- 背景美術 - 千住工房
- 第2部開発ディレクター - カノウヨシキ[注 2]
- ゲームコンセプト・サブディレクション - アザナシ（TYPE-MOON）[STAFF 1]
- 音楽
  - 芳賀敬太（TYPE-MOON）[STAFF 2]
  - James Harris[STAFF 3]
- 楽曲協力
  - 梶浦由記
  - 深澤秀行（第6章[注 3]）[STAFF 4]
  - 加藤達也
- 題字・宝具演出協力 - 蒼喬
- 英霊剣豪七番勝負 掛声 - 内田直哉
- 土佐弁監修、カルデア職員声 - 森田了介
- 京都弁監修、カルデア職員声 - 仲村美沙希
- 薩摩弁監修 - 川野剛稔[17]
- シャドウ・ボーダー デザイン - ヒライユキオ
- 第2部 第3章 コンセプトアート - okama
- 第2部 第4章 第5章 コンセプトアート - TAKE-B
- 第2部 第6章 コンセプトアート - フリューキシーラ
- 祭神ケルヌンノス コンセプトアート、奏章III ムーンキャンサー コンセプトアート - 竹之内佳和（studioBB）
- 第2部 第7章 コンセプトアート - 幸田和磨
- プロデューサー - 岩上敦宏、竹内友崇、庄司顕仁（ - 2016年秋ごろ）、小野義徳
- FGO PROJECT クリエイティブプロデューサー - 塩川洋介
- 開発・運営 - DELiGHTWORKS（第2制作部『Fate/Grand Order Studio』[2]）（ - 2022年1月）、LASENGLE（2022年2月 - [3]）
- 監修・開発協力 - TYPE-MOON
- 運営 - アニプレックス
- 製作 - TYPE-MOON / FGO PROJECT（アニプレックス、TYPE-MOON、DELiGHTWORKS〈 - 2022年1月〉、LASENGLE〈2022年2月 - 〉）

### シナリオライター
- 全体構成・総監督 - 奈須きのこ
- メインシナリオ・シナリオ執筆[注 4]
  - 奈須きのこ - 第1部（序章、第6章[18]、第7章、終章[19]）、第2部（各Lostbelt冒頭・末尾[20]、第5章 オリュンポス[21]、第6章[22]、第7章[23]）、一部イベントシナリオ
  - 東出祐一郎[STAFF 5] - 第1部（第1章、第3章、第5章、終章[19]、イベントシナリオ）、「サーヴァント・サマー・フェスティバル！」[24]
  - 桜井光[STAFF 6] - 第1部（第2章、第4章、終章[19]）、「サーヴァント・サマー・フェスティバル！」[24]
  - 水瀬葉月[STAFF 7] - 「サーヴァント・サマー・フェスティバル！」[24]
  - 星空めてお（TYPE-MOON）[STAFF 8] - 第1.5部（亜種特異点IV）[25]
- シナリオ執筆 - OKSG（TYPE-MOON）
- 第2部 第3章シナリオ・ゲストライター - 虚淵玄（ニトロプラス）[STAFF 9] - 「Fate/Accel Zero Order」[26]、第2部（第3章）[27]、幕間の物語（始皇帝）[28]
- ゲストライター
  - amphibian - 「虚数大海戦イマジナリ･スクランブル 〜ノーチラス浮上せよ〜」[29]
  - acpi
  - 経験値[STAFF 10] - 「ぐだぐだ本能寺」、「ぐだぐだ明治維新」[30]、「ぐだぐだ帝都聖杯奇譚」[31]、「オール信長総進撃 ぐだぐだファイナル本能寺2019」[32]、「激走！川中島24時 ぐだぐだ超五稜郭 殺しのサインはM51」[33]、幕間の物語（沖田総司）[34]
  - 小太刀右京[STAFF 11] - 「オール・ザ・ステイツメン！ 〜マンガで分かる合衆国開拓史〜」[35]
  - 三田誠[STAFF 12] - 「レディ・ライネスの事件簿」[36]、「聖杯戦線 〜白天の城、黒夜の城〜」[37]、「落涙の翼」[38]、幕間の物語（司馬懿〔ライネス〕[39]、アストライア[40]）、チョコシナリオ（司馬懿〔ライネス〕、アストライア、グレイ[41]、ヘファイスティオン[42]、プトレマイオス[43]）
  - 橘公司
  - 田中天（株式会社フラッグノーツ） - 「輝け！ グレイルライブ！！ 〜鶴のアイドル恩返し〜」[44]、「サーヴァント･サマー･フェスティバル2023！」（「ハタオリヤ」シナリオ）[45]、「カルデア・U-サマーアイランド 〜大統領は夏の夢を見るか？〜」[46]、チョコシナリオ（ミス・クレーン）[47]
  - 成田良悟[STAFF 13] - 幕間の物語（エルキドゥ）[48]、チョコシナリオ（リチャードI世）[49]
  - 鋼屋ジン - 「螺旋証明世界 リリムハーロット 〜喝采なき薔薇〜」[50]、「盈月剣風帖」[51]、「小野小町古今抄 〜雪消月のキラキラ蓮華〜」[52]、「カルデア・U-サマーアイランド 〜大統領は夏の夢を見るか？〜」[53]、チョコシナリオ（ラーヴァ/ティアマト、ソドムズビースト/ドラコー、ロクスタ）[54]
  - ひろやまひろし[STAFF 14] - 「魔法少女紀行 〜プリズマ・コーズ〜」（監修）[55]
  - 円居挽 - 「虚月館殺人事件」[56]、「惑う鳴鳳荘の考察」（シナリオ原作）[57]、幕間の物語（2018年以降の一部）[56]
  - 茗荷屋甚六[STAFF 15] - 「『Fate/Requiem』盤上遊戯黙示録」[58]
  - 矢野俊策（株式会社フラッグノーツ） - 「輝け！ グレイルライブ！！ 〜鶴のアイドル恩返し〜」（プロット）[44]、「カルデア・U-サマーアイランド 〜大統領は夏の夢を見るか？〜」[46]
  - リヨ[STAFF 16] - 「オール・ザ・ステイツメン！ 〜マンガで分かる合衆国開拓史〜」（シナリオ原案）[35]、「マンガで分かるFGO」2巻発売記念クエスト[59]
- サーヴァント設定
  - 奈須きのこ
  - 東出祐一郎
  - 桜井光
  - 星空めてお（TYPE-MOON）
  - 経験値
  - 虚淵玄（ニトロプラス）
  - 鋼屋ジン（ニトロプラス）
  - 賀東招二
  - 茗荷屋甚六
  - 三輪清宗[STAFF 17]
  - ひろやまひろし
  - 水瀬葉月
  - リヨ
  - acpi
  - OKSG
  - amphibian
  - 田中天

### キャラクターデザイン
- I-IV
- 蒼月タカオ（TYPE-MOON）[STAFF 18]
- AKIRA
- Azusa
- 東冬[STAFF 19]
- 荒野
- Anmi
- 池澤真
- 石田あきら[STAFF 20]
- いなみねようこ（LASENGLE）
- いみぎむる
- 巖本英利
- 兔ろうと
- 羽海野チカ
- 大森葵
- 岡崎武士
- okojo
- およ
- 加藤いつわ
- 金子琴美（LASENGLE）
- カワグチタケシ
- きばどりリュー
- 桐原小鳥
- ギンカ
- 倉花千夏
- 黒星紅白[STAFF 21]

- 小梅けいと
- 近衛乙嗣[STAFF 22]
- 小松崎類
- 小宮国春
- こやまひろかず（TYPE-MOON）[STAFF 18]
- 西藤浩樹（LASENGLE）
- saitom
- 坂本みねぢ[STAFF 23]
- 佐々木少年[STAFF 24]
- サテー[STAFF 25]
- 色素
- 縞うどん（TYPE-MOON）[STAFF 18]
- 島田フミカネ
- しまどりる
- 嶋悠里（LASENGLE）
- sime
- 下越（TYPE-MOON）[STAFF 18]
- 社員S（LASENGLE）
- シャカP（LASENGLE）
- しらび
- 白峰
- 真じろう[STAFF 26]
- STAR影法師
- すみす
- 曽我誠

- TAa
- タイキ
- 高橋慶太郎
- 高山箕犀
- 竹
- 武内崇
- 武中英雄
- 武梨えり
- たけのこ星人[STAFF 27]
- TAKOLEGS
- 田島昭宇
- タスクオーナ[STAFF 28]
- danciao
- 中央東口
- CHOCO
- 坪井香菜子（LASENGLE）
- 悌太
- Dd
- 天空すふぃあ[STAFF 29]
- DANGERDROP
- toi8
- 戸田麻里菜（LASENGLE）
- トリダモノ
- 中原[STAFF 30]
- なまにくATK（ニトロプラス）
- 西出ケンゴロー

- ネコタワワ
- NOCO
- pako
- 林けゐ
- 原田たけひと
- 春野友矢
- ばん！
- Bすけ[STAFF 31]
- 左
- ヒライユキオ
- 平野稜二
- 広江礼威
- ひろやまひろし[STAFF 14]
- PFALZ[STAFF 32]
- ぶくろて
- huke[STAFF 33]
- BLACK（TYPE-MOON）[STAFF 18]
- 古海鐘一
- BUNBUN[STAFF 34]
- hou
- ホトソウカ
- 本庄雷太
- 前田浩孝
- マシマサキ
- また

- 松竜
- Mika Pikazo
- 緑川美帆
- 三輪士郎
- 村山竜大
- めかモルフォーゼ/中山徹
- めろん22
- 望月けい
- 元村人
- 森井しづき[STAFF 35]
- 森山大輔
- 山中虎鉄
- YOCO_N（LASENGLE）
- 余湖裕輝
- 米山舞
- La-na
- lack
- リヨ[STAFF 16]
- Ryota-H
- redjuice
- ReDrop
- ろび〜な
- 輪くすさが
- ワダアルコ[STAFF 36]
- 渡れい

### イラストレーション
- 矮柯Echo
- 逢倉千尋
- ainezu
- あいるむ
- AU
- アオジマイコ
- 青乃下
- 青刃時雨
- 赤岸K
- あかさあい
- あかつき聖
- AKiEDA
- 春夏冬ゆう
- AQUASTAR Inc.
- あさ光
- 安達洋介
- 天野英
- 新井テル子
- アルコポルカ
- あるてら
- 飯田ぽち。
- EEJU
- 泉彩
- いちご煮
- 一色
- いとうのいぢ
- いな子
- 稲守竜砂
- 犬江しんすけ
- イノオカ
- 今泉昭彦
- 今冨
- いわさきたかし
- 岩佐有祐
- 上杉伶児
- ウエハラ蜂
- VOFAN
- 羽音たらく
- 浮雲宇一
- 薄葉カゲロー
- うまくち醤油
- 海島千本
- 江川あきら
- 越後光崇 (ufotable)
- エナミカツミ
- Mo
- ERIMO
- en
- 遠藤花織 (ufotable)
- 遠藤海成
- 大久保義之 (ufotable)
- おかざきおか
- 小笠原篤 (ufotable)
- おかだアンミツ
- 尾崎ドミノ
- 小山内
- お肉。
- オノ・タコ
- おののいもこ
- 緒原博綺
- お久しぶり
- おるだん
- オロロ
- 薫る石
- 風間雷太

- 風李たゆ
- カズアキ
- 一為 (Kazui)
- カスカベアキラ
- カズキヨネ
- kazeto
- 我藤がなは
- 加藤美穂 (ufotable)
- 我美蘭
- カミヤミヲ
- かやはら
- Kare
- 川井マコト
- 菊池隼也 (ufotable)
- キナコ
- きなみ由希
- 絹田コウジ
- 木野イチカ
- CanceR
- 92M
- 清原紘
- 吟
- GUWEIZ
- 久坂んむり
- 九二枝
- 汲田
- くゆ
- Grandia元
- 黒井ススム
- 黒イ森
- くろぎり
- クロサワテツ
- 黒八
- KEI
- 慶善
- けーしん
- ケースワベ
- KEKI
- 高河ゆん
- 倖月蛍
- こうましろ
- 焦茶
- 心⑩
- こじまたけし
- コダマ
- 後藤圭佑
- こんぺいとう
- Salmon88
- さいとうみちる
- SAIPACo.
- さおとめあげは
- さくら小春
- さくらもち
- 咲良ゆき
- 漣ミサ
- 沙汰
- 佐藤哲人 (ufotable)
- 紗与イチ
- さらちよみ
- 椎花びび
- JNTHED
- 塩島由佳 (ufotable)
- シガタケ
- 字消
- 獅子猿

- 茨乃
- 篠月しのぶ
- しのとうこ
- 清水栄一×下口智裕
- じゃこ兵衛
- しゅがお
- 色塩
- 白井鋭利
- 白浜鴎
- 城爪草
- 白身魚
- シワスタカシ
- 神慶
- スオウ
- スコッティ
- 鈴木絵万 (Production I.G)
- 鈴木次郎
- 鈴木ツタ
- すず氷
- 須田彩加
- 須藤友徳 (ufotable)
- すめらぎ琥珀
- 先崎真琴
- Zennyan
- 掃除朋具
- 染宮すずめ
- それーゆ
- ダイエクスト
- 高瀬智章
- 高橋タクロヲ (ufotable)
- タカヤマトシアキ
- 宝井理人
- 滝山真哲
- 滝山真哲/CloverWorks
- 田畑壽之
- TAPI岡
- たもりただぢ
- tarou2
- ダンミル
- チェロキー
- CHANxCO
- ちょこ庵
- つーはん
- 司淳
- 月本葵
- 九十九
- 辻雅俊 (ufotable)
- 槌田
- 津留崎優
- TCB
- どうしま
- 遠坂あさぎ
- 冨月一乃
- 10mo
- torino
- T-Ray
- nineo
- 直良有祐
- 中井準
- 永作友克
- 中谷
- ながべ
- 永森雅人
- 凪白みと
- Nagu

- 夏生
- 夏子
- 夏目レモン
- 七剣なな
- 七原しえ
- 生煮え
- Namie
- なもり
- NARUE
- 鳴子ハナハル
- Nardack
- 南保あたる
- Nidy-2D-
- 煮たか
- nipi
- ニャタBE
- NINNIN
- NEGI
- ねこだるま
- ねこのけだま
- necömi
- ねづみどし
- ノコもろこし
- 野崎つばた
- はいむらきよたか
- 萩野小唄
- はたや
- 花ヶ田
- 華々つぼみ
- 花邑まい
- はまじあき
- 浜友里恵 (ufotable)
- 浜友里恵/CloverWorks
- 春乃壱
- P-POCO
- ひざか
- bikku
- 桧野ひなこ
- 日向悠二
- 平田和也 (SILVER LINK.)
- fame
- フカヒレ
- ふじた
- 藤真拓哉
- 藤未都也
- 藤ちょこ
- 冨士原良
- 双葉はづき
- 淵゛
- 冬臣
- フライ
- ブリキ
- BLADE
- へいろー
- ペペロン
- henken
- 吠L
- POKImari
- 星野リリィ
- 細居美恵子
- ポップキュン
- ホノジロトヲジ
- bob
- ホムンクルス

- ぽよよん♡ろっく
- HxxG
- ぽんかん⑧
- マキトシ
- まこと
- ましゅー
- 松浦麻衣
- 松本規之
- マドカンスズキ
- マトリ
- 丸新
- 深崎暮人
- 水溜鳥
- 水薙竜
- みちきんぐ
- ミチハス
- みつみ美里
- 御巫桃也
- みふじ喜一
- 霧月
- むに
- めいさい
- メイジ
- めたろぐ
- 雌鳥
- めばる
- モ誰
- 森倉円
- 森田和明・廣瀬智仁 (Lerche)
- 森田和明＋Lerche
- moryo
- MoRoMi
- ヤグチミナト
- ヤスダスズヒト
- やすゆき
- ヤチモト
- ヤマザキコレ
- 山田J太
- 山田有慶
- 山村洋貴
- 裕
- 祐壱
- 雪広うたこ
- yoco
- 夜汽車
- よし男
- ヨシモト
- 米室
- LAM
- rioka
- RiRi/ディスクリエイション
- るいせんと
- rurudo
- 零
- れおえん
- Rella
- LOIZA
- Lowro
- わいあっと
- 渡部聡
- 渡邊八重子 (ufotable)
- わるつ
- 雲呑めお
- nあくた

### デザイン協力
- 青木大地
- 青味ドリ
- 秋田犬
- 朝露
- asaro
- AMAO
- 新井佳澄
- ari
- alma
- 一橋真
- 一斗まる
- 一ヤ
- 今泉昭彦
- Veia
- 漆草
- えいひ
- 絵西
- M・S
- 遠藤雅司（音食紀行）
- 岡本裕和

- お湯
- カシア
- kazubow
- 加藤たいら
- 懐良匿
- 上国料晴香
- 亀吉れんあ
- 神原誠
- ギョー介
- kirusu
- 吟の筆
- 屑星ひかる
- くらは
- 黒岩エヌ
- 恋中あとり
- コウタ
- サクマミツロ
- 佐々木みどり
- Zap.

- Satoru Wada
- 嶋田清香
- 清水やこ
- 下川瑠璃子
- 慎悟
- セキヤギ
- たつよ
- 立石健
- たわわ実
- たんぽぽ隼丸
- 都筑禰己
- 寺場唯仁
- とうふ
- toyo
- 内藤明
- 中村絵里
- にたまめ
- にんまる
- のくらん

- 野分なか実
- banishment（FLAT STUDIO）
- はよせな
- B.B.
- 東山雄勢
- Pickles
- ひつみ
- 平山マサキ
- 不死千代
- 藤森
- 古舘幸一
- ぺい
- 瓶すけ
- ベップミツナカ
- へろすみ
- ぽん吉
- 茉愛
- ﾏｸｰ
- まつゆき杏

- マルオユキヒロ
- 壬生田晃宏
- 都島。
- mono
- もみじ真魚
- 百々地佐和
- 山口晃市
- 山猫
- ゆきさめ
- ゆずしお
- yume32ki
- 呂娥
- Y's
- 渡辺悟
- わぽ吉
- wogura
- 有限会社BALCOLONY.
- 株式会社メタモ
- 株式会社タイプゼロ

### アニメーション制作
- オープニング制作
  - 第1部
    - 監督・絵コンテ・演出 - 中村亮介
    - キャラクターデザイン/作画監督 - 細居美恵子
    - 美術監督 - 金子英俊
    - 色彩設計 - 土居真紀子
    - 撮影監督 - 五十嵐慎一
    - CG監督 - 野間裕介
    - 編集 - 肥田文
    - アニメーションプロデューサー - 林健一
    - アニメーション制作 - A-1 Pictures

  - 第2部
    - 監督・絵コンテ・演出・作画 - 中井準
    - 色彩設計 - 篠原真理子
    - 美術監督 - 渡辺幸浩(アトリエPlatz)
    - CG監督 - 町田政彌(スティミュラスイメージ)
    - 撮影監督 - 加藤友宜
    - 編集 - 右山章太
    - アニメーション制作 - TROYCA
- CM制作
  - 第1部
    - 絵コンテ・演出 - 山下祐（第3章）[60]、坂詰嵩仁（第5章、第7章、水着イベント）[61][62][63]、榎戸駿（第6章）[64]
    - 作画監督 - 山下祐（第3章）、坂詰嵩仁（第5章、第7章）、榎戸駿（第6章、水着イベント）

  - 第1.5部
    - 絵コンテ・演出 - 平野宏樹（I、II、III、IV）[65]、吉田南（水着イベント）[66]
    - 作画監督 - 蛯名秀和（I、II、水着イベント）

  - 第2部
    - 絵コンテ・演出 - 榎戸駿（No.1、ぐだぐだ帝都聖杯奇譚、サーヴァン ト・サマー・フェステ ィバル！） 、坂詰嵩仁（No.2、No.3）、山田有慶（1400万ダウンロード記念）
    - 作画監督 - 榎戸駿（No.1、ぐだぐだ帝都聖杯奇譚）、坂詰嵩仁（No.2、No.3）、山田有慶（サーヴァン ト・サマー・フェステ ィバル！、1400万ダウンロード記念）

## 主題歌
|           | 曲名 | 歌       | 作詞     | 作曲        | 編曲             | ストリングスアレンジ     | 備考            |
| --------- | ---- | -------- | -------- | ----------- | ---------------- | ------------------------ | --------------- |
| 第1部     | 色彩 | 坂本真綾 | 坂本真綾 | la la larks | la la larks      | 江口亮、石塚徹           |                 |
| 第2部前期 | 逆光 | 坂本真綾 | 坂本真綾 | 伊澤一葉    | 伊澤一葉、江口亮 | 伊澤一葉、江口亮、石塚徹 |                 |
| 第2部後期 | 躍動 | 坂本真綾 | 坂本真綾 | 古閑翔平    | ユアネス         | 河野伸                   | 演奏 - ユアネス |

|       | 曲名          | 歌   | 作詞  | 作曲  | 編曲     |
| ----- | ------------- | ---- | ----- | ----- | -------- |
| 第1部 | Eternity Blue | 愛弓 | sachi | sachi | 永井正道 |

|               | 曲名                    | 歌                             | 作詞               | 作曲               | 編曲                   |
| ------------- | ----------------------- | ------------------------------ | ------------------ | ------------------ | ---------------------- |
| 第1.5部 第1章 | Lose Your Way           | ROUND TABLE feat. Dan          | 宮川弾             | 北川勝利           | acane_madder、北川勝利 |
| 第1.5部 第2章 | Indelible illusion      | Yuriko Kaida                   | Yamachang          | 高慶 CO-K 卓史     | 高慶 CO-K 卓史         |
| 第1.5部 第3章 | 一刀繚乱                | 六花                           | 毛蟹               | 西岡和哉           | 西岡和哉               |
| 第1.5部 第4章 | 清廉なるHeretics        | 毛蟹 feat. DracoVirgo          | 毛蟹               | 毛蟹               | 毛蟹                   |
| 第2部 第3章   | Thest                   | KOCHO                          | Yamachang          | 西田圭稀           | 高橋浩一郎（entrap）   |
| 第2部 第5.5章 | The Golden Path         | Doul                           | Konnie Aoki、Doul  | 西田圭稀           | 来兎                   |
| 第2部 奏章I   | A stain                 | 環みちる                       | Yamachang          | 佐高陵平           | 佐高陵平               |
| 第2部 奏章II  | Beyond the Gray Sky     | 百華                           | Yamachang          | 永井正道           | 永井正道               |
| 第2部 奏章III | Wonderer（feat. ReoNa） | スパイラル・ラダー feat. ReoNa | スパイラル・ラダー | スパイラル・ラダー | スパイラル・ラダー     |

|                                                                    | 曲名                           | 歌                                                   | 作詞               | 作曲                      | 編曲                      | 備考                        |
| ------------------------------------------------------------------ | ------------------------------ | ---------------------------------------------------- | ------------------ | ------------------------- | ------------------------- | --------------------------- |
| デッドヒート・サマーレース！                                       | BURN OUT!                      | 乃藍                                                 | 毛蟹               | 家原正樹                  | 家原正樹                  |                             |
| ぐだぐだ帝都聖杯奇譚                                               | 二者穿一                       | 六花                                                 | 毛蟹               | 西岡和哉                  | 西岡和哉                  |                             |
| 1400万DL記念CM                                                     | この惑星で、ただ一つだけ       | SAYA                                                 | 毛蟹（LIVE LAB.）  | 永井正道                  | 永井正道                  | ストリングス編曲 - 菊谷知樹 |
| 徳川廻天迷宮 大奥                                                  | 深淵のデカダンス               | 岡田梨央                                             | Yamachang          | 佐高陵平                  | 佐高陵平                  |                             |
| ぐだぐだファイナル本能寺2019 オール信長総進撃                      | 参全世界                       | 乃藍                                                 | 毛蟹（LIVE LAB.）  | 毛蟹（LIVE LAB.）         | 毛蟹（LIVE LAB.）         |                             |
| セイバーウォーズ2 〜始まりの宇宙へ〜                               | 流星RODEO GIRLS                | ROUND TABLE feat. 六花 w/acane_madder                | Yamachang          | 北川勝利                  | 北川勝利                  |                             |
| 超古代新選組列伝 ぐだぐだ邪馬台国2020                              | 明鏡肆水                       | KOCHO                                                | 毛蟹               | 毛蟹                      | 毛蟹                      |                             |
| 虚数大海戦イマジナリ・スクランブル 〜ノーチラス浮上せよ〜          | 幻日                           | ハンナ・グレース                                     | 西田圭稀           | KOHTA YAMAMOTO            | KOHTA YAMAMOTO            |                             |
| 栄光のサンタクロース・ロード 〜封じられたクリスマスプレゼント〜    | Frozen Hope                    | SAYA                                                 | 天音トウ           | 佐高陵平                  | 佐高陵平                  | ギター - NARASAKI           |
| 輝け！グレイルライブ!! 〜鶴のアイドル恩返し〜                      | 私の銀河                       | 謎のアイドルX〔オルタ〕（川澄綾子）                  | 毛蟹（LIVE LAB.）  | 毛蟹（LIVE LAB.）         | 毛蟹（LIVE LAB.）         |                             |
| ハロウィン・ライジング！ 〜砂塵の女王と暗黒の使者〜                | Sing My Heart 〜魔法を奏でて〜 | エリザベート・バートリー〔シンデレラ〕（大久保瑠美） | 西田圭稀           | KOHTA YAMAMOTO            | KOHTA YAMAMOTO            |                             |
| 昭和キ神計画 ぐだぐだ龍馬危機一髪！ 消えたノッブヘッドの謎         | 伍越同舟                       | Tetsu Yamamoto                                       | 毛蟹（LIVE LAB.）  | 毛蟹（LIVE LAB.）         | 毛蟹（LIVE LAB.）         |                             |
| アークティック・サマーワールド！ 〜カルデア真夏の魔園観光〜        | Torrid                         | SAYA                                                 | 西田圭稀           | KOHTA YAMAMOTO            | KOHTA YAMAMOTO            |                             |
| ぶっちぎり茶の湯バトル ぐだぐだ新邪馬台国 〜地獄から帰ってきた男〜 | 陸劫輪廻（feat. Yuriko Kaida） | スパイラル・ラダー feat. Yuriko Kaida                | 毛蟹（LIVE LAB.）  | 芳賀敬太                  | 毛蟹（LIVE LAB.）         |                             |
| Memorial Movie 2023 TVCM                                           | flowers                        | Hana Hope                                            | 雨野どんぐり       | 田中隼人                  | 田中隼人                  | 楽曲協力 - 田坂健太         |
| サーヴァント・サマー・フェスティバル2023！                         | The Burn Phase                 | 國土佳音                                             | 西田圭稀           | 来兎                      | 来兎                      |                             |
| 聖杯戦線 〜白天の城、黒夜の城〜                                    | 連星                           | Ryunosuke Nakajima（Hue's）                          | 西田圭稀           | 岩崎慧                    | eba                       |                             |
| 激走！川中島24時 ぐだぐだ超五稜郭 殺しのサインはM51                | 七星神威（feat. 310）          | スパイラル・ラダー feat. 310                         | スパイラル・ラダー | スパイラル・ラダー        | スパイラル・ラダー        |                             |
| 盈月剣風帖                                                         | 残夜幻想 feat. 六花            | スパイラル・ラダ feat. 六花                          | スパイラル・ラダー | スパイラル・ラダー        | スパイラル・ラダー        |                             |
| ぶち壊せ！ ミステリーハウス・クラフターズ 〜星の鉱員と日の出の翼〜 | 洋燈                           | Nona*                                                | 西田圭稀           | yamazo                    | yamazo                    |                             |
| 育て！ マイ・リトル・ドラゴン 〜鱗ある者たちの見る幻想〜           | Let the New You                | Yukine                                               | Yamachang          | 高木龍一（Dream Monster） | 高木龍一（Dream Monster） |                             |
| 落涙の翼                                                           | Echoes                         | 芦田菜名子 from 7co                                  | 西田圭稀           | 辻村有記、伊藤賢          | 辻村有記、伊藤賢          |                             |
| 10th Anniversary Movie                                             | すばらしいせかい               | 神山羊×YOSUKE from SPYAIR                            | 神山羊             | 神山羊                    | 神山羊                    | 楽曲協力 - 原田絵美         |

## 制作

### 企画
本作は「Fateオンラインプロジェクト」としてオンラインゲームとなる予定であった作品『Fate/Apocrypha』のリベンジおよびリブートとして製作された。元々『Fate/Apocrypha』のオンラインプロジェクトはPCでプレイするPvPのオンラインゲーム企画として、セガの『三国志大戦』のように多くの作家にサーヴァントを描いてもらう予定であった。その後、一部デザインは実際に公開されたが、最終的に企画はお蔵入りとなる。その後、とあるきっかけでFateのオンラインゲームを作ろうという話となり、さらに、奈須が脚本監修として参加していたテレビアニメ『Fate/stay night [Unlimited Blade Works]』の放送に合わせて新しいソーシャルゲームをFateで挑戦させてほしいとアニプレックス代表兼プロデューサーの岩上敦宏から提案されたことがきっかけとなり、当時の設定を使いながらもゲームシステムはセガの『チェインクロニクル』、オンライン要素はSIEの『デモンズソウル』を参考に2015年に合ったオンラインゲームを作るという目標のもと、「Fate Online Project REBOOT」という標語が掲げ、企画が再始動した。そのため、「Fateオンラインプロジェクト」のベースとなったセガの『三国志大戦』のように本作はこれまでのFateシリーズを手掛けてきたシナリオライター・奈須きのことイラストレーター・武内崇を基幹に、これまでTYPE-MOON作品内外問わず多くの作家が多数参加している。
初期案はRPGではなくトレーディングカードゲーム形式だった。ディライトワークス代表の庄司顕仁は、このまま配信しても一定の成果は出せるだろうとしつつも、原作者であるTYPE-MOONの反応の薄さから、彼らが作りたいものと異なると思ったと東洋経済とのインタビューの中で振り返っている。その後、ディライトワークス、アニプレックス、TYPE-MOONの三者で話し合いを進め、『Fate/Grand Order』という新しい原作を創ろうという話にまとまった。ディライトワークスの石倉正啓によると、奈須は2016年に人類が終わるという状況にユーザーを巻き込むことを望んでいたとされ、特定のユーザーを対象にしたレイドイベントを試験的に行った後、2016年末に実装された終局特異点として実現した。

### シナリオ

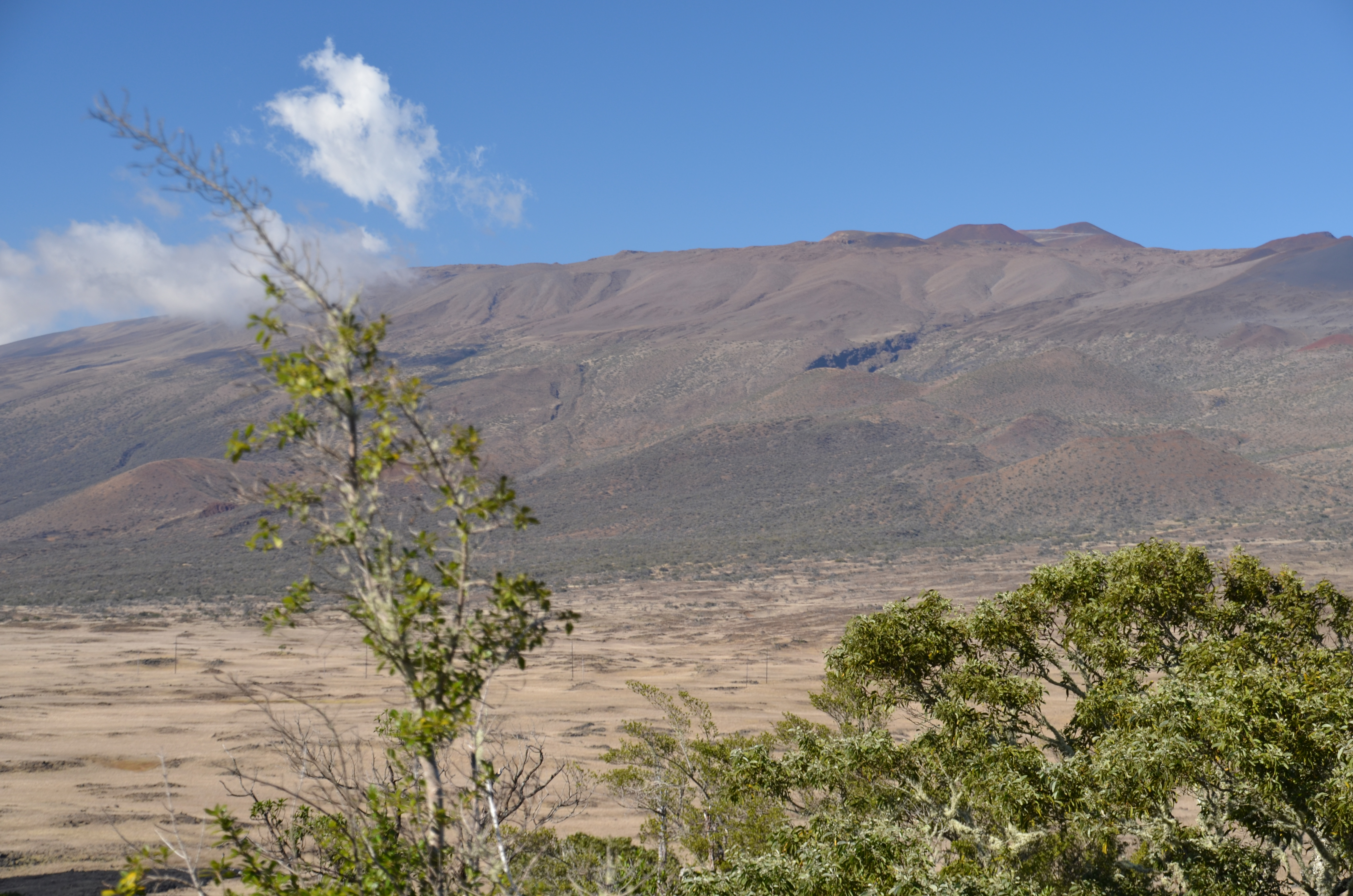
奈須が取材で行ったマウナ・ケア山の中腹の木々は火山の影響でいびつな形をしており、2018年のイベントシナリオ「サーヴァント・サマー・フェスティバル!」の終盤の舞台に選ばれた。

当初の企画では、本作とテレビアニメ『Fate/stay night [Unlimited Blade Works]』、ゲーム『リメイク版月姫』の3作品がシンクロするようにシナリオが執筆されており、『UBW』第2シーズンと『Fate/Grand Order』第1部のクライマックス、『リメイク版月姫』でのとある言及が同時に進行する予定であったが、『FGO』と『リメイク版月姫』の配信および販売が当初の予定より延期したため実現することはなかった。それでも、『UBW』第2シーズンでのセリフや『FGO』第1部のシナリオにその名残が残っているほか、『UBW』第1シーズンBDBOXの特典小説『Garden of Avalon』にも『FGO』第1部の伏線が名残として残っている。
また、開発当初は携帯電話向けアプリ時代から続く「一つのシーンにつき20タップまで」という慣習が業界に残っており、サービス初期に配信されたシナリオにおいては「状況説明中に敵襲が入る」という展開が頻発していた。奈須自身もブログの中で、物語の流れを中断させる形で戦闘を入れざるを得なかったことを認めている。4章まで配信された後、シナリオを重視するという方針に切り替えられ、タップ数の制約が緩和された。2015年夏の時点で第7章までのシナリオはできていたものの、他の担当ライターが多忙だったことから、第5章については担当ライターともにリライトし、第6章と第7章については奈須自身がリライトした。
2016年12月にメインシナリオ終章が配信され、ストーリー第1部が完結した。2017年2月から11月にかけては、1部と2部をつなぐストーリー第1.5部「Epic of Remnant」が展開され、2017年12月26日から31日にかけて第2部プロローグ「序/2017年12月26日」、「序/2017年12月31日」が配信、2018年4月4日より第2部のメインシナリオとなる「Cosmos in the Lostbelt」の配信が開始された。同時に第1部に副題「Observer on Timeless Temple」が明記される。第1.5部に属するシナリオ「亜種特異点 深海電脳楽土 SE.RA.PH」は当初、BBを目玉としたイベントになる予定だったが、奈須が「亜種特異点I 悪性隔絶魔境 新宿 」に登場したエミヤ〔オルタ〕の活躍を増やしたいと提案した結果、シナリオのボリュームが当初の予定より増大した。
2023年から実装された奏章ことオーディール・コールは、本来の聖杯戦争には存在しないはずのエクストラクラス群を深く掘り下げるという役割があり、当初はすべてのエクストラクラスをまとめて掘り下げようとしたものの、それではまとまらなかったため、1つのシナリオで1つのクラスを題材にする方針がとられ、2023年以降はこれらのシナリオを展開するという方針がとられた。これらのシナリオ群は前提となるテーマを用意しつつも、担当シナリオライターの作家性を強く出されている。
このうち、アルターエゴを題材とした「奏章I 虚数羅針内界 ペーパームーン」（以下：「奏章I 」）は、担当ライターの意向で『Fate/stay night』や『Fate/Zero』といった過去作の要素を混在させた内容となっている。
イベントクエストは、基本的にファンディスクのようなコミカルな内容にするという方針が取られており、ディライトワークスの塩川洋介は武内から「毎月，エイプリルフールをやっているような感覚」と言われて納得したと4Gamer.netとのインタビューの中で話している。また、イベントクエストでは、メインで出番の少なかったサーヴァントの出番を増やし、キャラクターを深堀りするという方針が立てられている。一方で、イベントクエストに後発作品への伏線が仕込まれていた例もあり、たとえば「見参！ ラスベガス御前試合〜水着剣豪七色勝負！」においては宮本武蔵（バーサーカー）が弟子の伊織の名を騙る場面があり、2023年のインタビューにて奈須が同年末に発売予定のコンピュータゲーム『Fate/Samurai Remnant』への伏線だったことを認めている。
また、第2部では、章と章の間に起きた出来事が実験的にイベントクエストとして実装されている。なお、イベント報酬のサーヴァントは、イベントクエストのシナリオそのものが通常のサーヴァントの「幕間の物語」に相当するため、一部の例外を除き「幕間の物語」は実装されていない。
ノンフィクション作品『TYPE-MOONの軌跡』の著者坂上秋成は、本作のシナリオの文体について、奈須きのこ節を残しつつも、『月姫』や『Fate/stay night』よりも伝わりやすいものだとしている。

### セッティング
本作に登場するキャラクターは、奈須が題材となる人物を提案し、設定担当者が調べたうえで、デザイナーなどが割り振られる。
一方で、マシュのように、Fateシリーズを含む過去のTYPE-MOON作品のキャラクターのアイデアを発展させる形で生み出されたケースや、織田信勝のように奈須以外の人物の提案がきっかけで採用されたケースもある。
キャラクターのデザインが出来上がった後は、戦闘ユニット向けの3DCGの制作に移行する。

#### キャスティング
本作においては霊基の変化などの理由で、同じ人物を題材としたサーヴァントが複数存在することがあり、それによってキャストの割り当てや演技の方法などがオリジナルと異なる場合がある。たとえば、アルトリア・ペンドラゴンの場合は、『Fate/stay night』に登場した時のセイバーおよびセイバーオルタに加え、ランサーとしてのアルトリアなどが登場する。アルトリアを演じた川澄綾子はライブドアとのインタビューの中でアルトリアの多様性について話す中で、これらのキャラクター群は手段が変わっても目的は同じだと述べている。川澄はランサーのアルトリアを初めて演じる際は戸惑ったものの、作品を理解して納得できたキャラクターでもあったと振り返っており、演技に当たっては少年らしさを排除し、アルトリアの成長を踏まえたうえで大人びた演技をしたとも明かしている。また、2019年のバレンタインよりフルボイスのシナリオが実装された際は、高音を要するフォウを一番最後にしたうえで、これまで演じてきたアルトリアの分をすべて収録したとも話している。

### ゲームシステムのデザイン
本作においてはシナリオの内容や、キャラクターの設定を反映したゲームデザインが施されている。
たとえば、第2部第6章の場合は、シナリオの展開に合わせ、敵キャラクターの一種であるモースの攻撃に追加効果を入れるなどの措置が取られている。
サービス開始当初、サーヴァントに割り当てられた絆レベルを高めるためのクエストも用意されていたが、開発側が意図していた「マスターが長い時間をかけてサーヴァントとの絆をはぐくむ」というコンセプトとかみ合わないため、後に廃止された。
ゲーム内で使われるフォントについては、フォントワークスの「スキップ」を中心に複数のフォントが用いられた。本作はシナリオを重視していることから、テキストが気持ちよく読めるフォントが必要だったことに加え、開発当初基準としていたIPhone 5でプレイした時に読みやすくする必要があった。一方、Fateシリーズにおいてよく使われる明朝体ではシリアスな雰囲気が強く出てしまい、コミカルな要素を含んだ本作のシステムフォントとして使った場合、印象が固定されてしまうおそれがあった。UI設計に当たっては、複数のフォントがシステムフォントの候補に挙がり、最終的には読みやすさと世界観との相性の良さから「スキップ」が採用された。なお、明朝体系統のうち、「マティス」が『Fate/stay night』と雰囲気が近いことから戦闘時の攻撃用カードなどに採用されたほか、章タイトルや宝具テロップには「筑紫明朝」が採用されている。また、「魔じん(神の下に人)・沖田総司」など実際には存在しない文字が出てくる場合は、フォントワークスが外字で対応した。
エイプリルフールイベントは毎年違う内容のものが実装されており、これは新人社員が新しいものにチャレンジできるようにするという体制に由来していると、ラセングルの久利篤司が2024年の「Game*Spark」によるインタビューの中で説明している。実際久利は2023年のエイプリルフールイベント『Fate/Grail League』のプランナーを務めた時点では入社3年目だった。

### 音楽
本作のメインコンポーザーは芳賀敬太が務めている。ストーリーと音楽が関連している場合は、多くにおいて奈須が決める。
サービス開始前の時点では、ある程度楽曲を用意した後は、半年に一度のペースでいくつか追加されるという予定であり、作曲も芳賀が単独で行う予定だった。ところが、サービス開始後、イベントなどで芳賀の予想以上に多くの曲を追加する必要が出てきた。この時点において、芳賀は他のFate作品も手掛けていたため、ベースとなるメインテーマを作り、毛蟹をはじめとする他の作曲家にアレンジしてもらうという方針が取られた。たとえば、イベントシナリオ「徳川廻天迷宮：大奥」の場合、芳賀がメインテーマである「徳川廻天迷宮：大奥 〜表〜」を作り、これをもとに毛蟹が戦闘曲「鏡花水月」とショップのテーマ曲としてそれぞれ編曲した。毛蟹は作曲に当たり、同クエストは第2部第4章「Lostbelt No.4 創世滅亡輪廻 ユガ・クシェートラ」と関連していることを踏まえ、「鏡花水月」には和風の楽曲であると同時にインドの民族楽器であるシタールが取り入れられている。ショップではシナリオの世界観を踏襲しつつも、キャラクターの音声が入るためにトラック数が少なく抑えられている。
また、ユガを題材とする第2部第4章は、ベースとなる「ユガ・クシェートラI」を作曲した後にそれぞれのユガに合わせたバージョンが作られたが、物語がユガの第2周期から始まることが判明したため、急遽そのテーマ曲である「ユガ・クシェートラII」が作り直されることとなった。また、このシナリオでは『Fate/stay night』の「消えない想い」のアレンジ版である「消えない想い〜FGO〜」も用いられた。もともとこの曲は同シナリオに向けたものではなく、芳賀が感傷的なピアノ曲が必要と判断したことがきっかけで制作された。芳賀はスタンダードなピアノ楽曲を苦手としていたことに加え、「消えない想い」についてよく知っている毛蟹に同楽曲のアレンジを依頼した。毛蟹はオリジナルを踏襲したバージョンを芳賀に提出したが、芳賀はイントロを削除したうえで幅広い音域を使うよう再度発注した。最終的に、同楽曲は当初の予定から前倒しする形で使われた。
第2部第6章は、前述のとおりテクストの量が多いことから、BGMの数も通常のメインシナリオの約3倍となった。
3人の妖精騎士との戦いはそれぞれのキャラクターに合わせた戦闘BGMが用意され、戴冠式で彼女たちが厄災として登場した時はその「完成形」にあたるBGMが用意された。
たとえば、妖精騎士トリスタンは『Fate/Extra CCC』のアルターエゴ戦のようなダンスミュージック調の音楽が用意され、厄災として登場した時は「少女が見ている幸せな夢」というイメージからスピード感のあるBGMが用いられた。また、「希望の地」のBGMは元々イベントシナリオ「セイバーウォーズ2」で用いられる予定だったが、奈須が想定していた第2部6章の終盤のイメージとかみ合っていたため、「セイバーウォーズ2」ではなく本シナリオでの使用を決め、アルトリア（キャスター）の宝具BGMにはそのアレンジ版が先行して用いられた。
メインシナリオは管弦楽を主体とする一方、イベントシナリオにおいてはそのような制約はない。たとえば、コミカルなシナリオの場合はかっこよくするという方針が取られており、芳賀はこのきっかけになったケースとして「星の三蔵ちゃん、天竺に行く」で銅角（メデューサ）との戦闘場面において「蘇る神話 〜FGO〜」が使われたことだとインタビューの中で話している。また、「見参！ ラスベガス御前試合〜水着剣豪七色勝負！」の「ぐだぐだマーチ」は、『ぐだぐだオーダー』のキャラクターがゲストとして登場する場面の曲であることから、担当者の毛蟹には『マンわか』のような雰囲気を意識して作曲するようオーダーが出された。さらに、同イベントのショップテーマは毛蟹が得意とするアコースティックギターの生演奏を主体とした楽曲に仕上がった。
小説『Fate/Requiem』を原作とするイベント「『Fate/Requiem』盤上遊戯黙示録」では、同作の作者である星空めておにイメージを聞き取り、かつ原作を読んだ上で、芳賀が楽曲を手掛けた。芳賀は同イベント向けに制作した曲について「『FGO』というよりは、『stay night』や『CCC』の雰囲気を混ぜた感じに近い」と述べている。

## 漫画

### コミカライズ連載
展開メディアでは主人公（藤丸立香）の性別は男性として設定されていることが多いが、コミカライズ版の「英霊剣豪七番勝負」と「異端なるセイレム」では女性として設定されている。実際のゲームシナリオとは異なる展開がそれぞれ設けられている。
Fate/Grand Order -mortalis:stella-
漫画：白峰
一迅社〈ZERO-SUMコミックス〉、既刊5巻（2025年1月現在）
『月刊コミックZERO-SUM』（一迅社）にて、2017年9月号より連載。序章、第一、第二、第四、第六、終局特異点が描かれる。マシュの視点から進められる。
2018年4月号から2020年1月号まで休載、同年2月号より連載再開。
Fate/Grand Order -turas réalta-
漫画：カワグチタケシ
講談社〈講談社コミックス〉、既刊20巻（2025年8月現在）
『別冊少年マガジン』（講談社）にて2017年9月号より連載。序章、第一、第三、第五、第七、終局特異点が描かれる。藤丸の視点から進められる。
Fate/Grand Order -Epic of Remnant- 亜種特異点I 悪性隔絶魔境 新宿 新宿幻霊事件
漫画：佐々木少年
KADOKAWA（角川コミックス・エース）、既刊6巻（2025年7月現在）
『月刊少年エース』（KADOKAWA）にて2019年3月号より連載。亜種特異点Iが描かれる。
Fate/Grand Order -Epic of Remnant- 亜種特異点II 伝承地底世界 アガルタ アガルタの女
漫画：武中英雄
KADOKAWA（角川コミックス・エース）、全6巻
『ヤングエース』（KADOKAWA）にて2019年3月号より2022年4月号まで連載。亜種特異点IIが描かれる。
Fate/Grand Order -Epic of Remnant- 亜種特異点III 屍山血河舞台 下総国 英霊剣豪七番勝負
漫画：渡れい
講談社〈講談社コミックス〉、既刊5巻（2024年6月現在）
『マガジンポケット』（講談社）にて2019年1月29日より連載。亜種特異点IIIが描かれる。
Fate/Grand Order -Epic of Remnant- 亜種特異点IV 禁忌降臨庭園 セイレム 異端なるセイレム
漫画：大森葵
一迅社〈REXコミックス〉、全8巻
『月刊ComicREX』（一迅社）にて2019年3月号より2025年2月号まで連載。亜種特異点IVが描かれる。
Fate/Grand Order -Epic of Remnant- 亜種特異点EX 深海電脳楽土 SE.RA.PH
漫画：西出ケンゴロー
KADOKAWA（角川コミックス・エース）、既刊8巻（2024年12月現在）
『ヤングエースUP』（KADOKAWA）にて2019年2月20日より連載、同年12月20日よりTYPE-MOONコミックエースに移籍。イベント「亜種特異点 深海電脳楽土 SE.RA.PH」が描かれる。

### サポート・スピンオフ漫画
Fate/ぐだぐだオーダー
漫画：経験値
2015年1月22日よりゲーム公式サイトで連載が開始された。作画はTYPE-MOONスピンアウト漫画『コハエース』を連載している経験値。作風も『コハエース』を踏襲したものとなっている。2015年7月30日掲載分（第28回）で連載終了した。以後はゲーム内イベント「ぐだぐだ〜」の告知に合わせる形で新作が掲載されている。2016年の年末特番内で『ぐだぐだオーダー』のタイトルでアニメ化が行われた。アニメの詳細は「Fate/Grand_Order (アニメ)#ぐだぐだオーダー」を参照。
マンガで分かる！Fate/Grand Orderシリーズ
漫画：リヨ
iOS版配信後の2015年8月13日よりゲーム公式サイトにて連載されている漫画。ディライトワークス監修の元、リヨが作画を担当している。同作はサポート漫画という位置づけでスタートしたものの、原作に対する風刺（例：「ガチャは悪い文明」）や同性愛（百合、BL）などの要素が取りこまれている。また、同作の第2期目である『もっとマンガで分かる！Fate/Grand Order』からはオリジナルキャラクターも登場する。2018年の年末特番内でアニメ化が行われた。
教えてFGO！ 偉人と神話のぐらんどおーだー
漫画：津留崎優
星海社〈星海社COMICS〉、既刊2巻（2020年3月現在）
2016年8月16日から『ツイ4』（星海社）にて連載が開始された。FGOに登場する英雄たち本人が、自らの伝説・逸話について主人公たちに解説をする内容となっている。9月30日更新の4時間目を持って、取材・制作準備のため一旦休載。同年10月20日から連載を再開。なお、連載再開後の5時間目から、森瀬繚がヒストリカル・チェックとして参加している。
Fate/Grand Order Duel YA特異点 密室遊戯魔境 渋谷 渋谷決闘事件
漫画：磨伸映一郎、邪武丸、監修：ANIPLEX
KADOKAWA〈角川コミックス・エース・エクストラ〉、全1巻
『ヤングエース』（KADOKAWA）にて2019年3月号より2020年2月号まで連載。「Fate/Grand Order Duel」のリプレイ漫画となっている。連載中に磨伸が右手首を骨折したため、連載中盤は邪武丸が磨伸のネームをもとに代理作画を行っている。
Fate/Grand Order 英霊食聞録
漫画：十駒マコト、料理監修：遠藤雅司（音食紀行）
KADOKAWA〈角川コミックス・エース〉、既刊1巻（2021年10月現在）
『TYPE-MOONコミックエース』（KADOKAWA）にて2019年12月20日より連載。『衛宮さんちの今日のごはん』の料理監修を務めている只野まことが「十駒マコト」名義で執筆。歴史上の料理を作り、サーヴァントたちと一緒に食していく内容の「歴史料理学習マンガ」。
Fate/Grand Order フロム ロストベルト
漫画：中谷
KADOKAWA〈角川コミックス・エース〉、全6巻
『TYPE-MOONコミックエース』（KADOKAWA）にて2019年12月20日から2024年3月14日まで連載された。クリプターなどの第2部の登場人物の物語を描いている。
Fate/Grand Order 藤丸立香はわからない
漫画：槌田
KADOKAWA〈角川コミックス・エース・エクストラ〉、既刊6巻（2025年7月現在）
『TYPE-MOONコミックエース』（KADOKAWA）にて2020年6月1日より連載。当初は全4回の短期集中連載だったが、2020年11月2日より長期連載として再開した。第2部を舞台としたギャグ漫画。アニメ化が行われ、2022年から2023年にかけてSeason1、2024年にSeason2が配信・放送された。
Fate/Grand Order SABER WARS II 番外編 ジェーン&イシュタル〜100万光年の流れ星〜
漫画：森山大輔
KADOKAWA〈角川コミックス・エース〉、全1巻
『月刊コミック電撃大王』（KADOKAWA）2021年9月号・10月号に前後編で掲載。イベント「セイバーウォーズ2 〜始まりの宇宙へ〜」の番外編作品。
Fate/Grand Order 英霊伝承異聞 〜蘆屋道満〜
漫画：古海鐘一、 原作：桜井光 / TYPE-MOON
「Fate/Grand Order 英霊伝承異聞 〜蘆屋道満・以津真天〜」が読切として『TYPE-MOONコミックエース』（KADOKAWA）にて2023年11月29日に前後編で掲載。同作を第1話として2025年7月24日に第2話前編を掲載し、『Fate/Grand Order 英霊伝承異聞 〜蘆屋道満〜』として不定期連載が行われている。生前の蘆屋道満を描いた作品。

### 読切作品
監獄塔に復讐鬼は哭く
漫画：黒瀬浩介
『TYPE-MOONエースVol.12』（KADOKAWA）掲載。イベント「監獄塔に復讐鬼は哭く」のコミカライズ。
Fate/Grand Order -Ordu Beag-
漫画：ナギ晃聡
『週刊少年マガジン』（講談社）2020年34号掲載。スカサハを主役としたスピンオフ作品。書き下ろしシナリオによるコミカライズ。

### アンソロジー
Fate/Grand Order 電撃コミックアンソロジー
KADOKAWA〈電撃コミックスNEXT〉、既刊18巻（2016年2月 - ）
Fate/Grand Order コミックアラカルト
KADOKAWA〈角川コミックス・エース〉、全11巻（2016年3月 - 2018年9月）
Fate/Grand Order コミックアラカルト PLUS!
KADOKAWA〈角川コミックス・エース〉、既刊6巻（2018年12月 - ）
Fate/Grand Order アンソロジーコミック STAR
星海社〈星海社COMICS〉、全10巻（2016年3月 - 2019年3月）
Fate/Grand Order アンソロジーコミック STAR RELIGHT
星海社〈星海社COMICS〉、既刊10巻（2019年7月 - ）
Fate/Grand Order コミックアンソロジー
一迅社〈DNAメディアコミックス〉、全10巻（2016年3月 - 2018年6月）
Fate/Grand Order コミックアンソロジー for Girl
一迅社〈DNAメディアコミックス〉、全1巻（2016年8月）
Fate/Grand Order コミックアンソロジー THE NEXT
一迅社〈DNAメディアコミックス〉、全7巻（2018年8月 - 2019年8月）
Fate/Grand Order コミックアンソロジー With you
一迅社〈DNAメディアコミックス〉、既刊5巻（2019年11月 - ）

### 作品集
アンソロジーや雑誌に掲載された漫画などを作家ごとに集成した作品集。
Fate/Grand Order シャトー・ディフ 黒瀬浩介作品集
漫画：黒瀬浩介、KADOKAWA〈角川コミックス・エース〉、2018年9月22日発売、ISBN 978-4-04-107065-9
Fate/Grand Order カルデアスクラップ 中谷作品集
漫画：中谷、KADOKAWA〈角川コミックス・エース〉、2018年9月22日発売、ISBN 978-4-04-107066-6
Fate/Grand Order メイヴ・メイヴ・メイヴ！ 青乃下作品集
漫画：青乃下、KADOKAWA〈角川コミックス・エース〉、2019年9月24日発売、ISBN 978-4-04-108678-0
Fate/Grand Order 喚びだせ！ カルデアすきま劇場！ 逢坂たま作品集
漫画：逢坂たま、KADOKAWA〈角川コミックス・エース〉、2019年9月24日発売、ISBN 978-4-04-108679-7
Fate/Grand Order TAZU-CINEMA 過たず作品集
漫画：過たず、KADOKAWA〈角川コミックス・エース〉、2019年10月25日発売、ISBN 978-4-04-108770-1
きみとぼくとのぐらんどおーだー 津留崎優Fate/Grand Order作品集
漫画：津留崎優、星海社〈星海社COMICS〉、2020年3月27日発売、ISBN 978-4-06-519150-7
かるであ☆あそーと 狛句Fate/Grand Order作品集
漫画：狛句、星海社〈星海社COMICS〉、2020年9月14日発売、ISBN 978-4-06-520916-5
毎日がマスター日和！ 逢坂たまFate/Grand Order作品集
漫画：逢坂たま、星海社〈星海社COMICS〉、2020年9月14日発売、ISBN 978-4-06-520917-2
Fate/Grand Order 平安HEROES ぴよ作品集
漫画：ぴよ、KADOKAWA〈角川コミックス・エース〉、2020年10月10日発売、ISBN 978-4-04-110818-5
カルデアこぼればなし 染宮すずめFate/Grand Order作品集
漫画：染宮すずめ、星海社〈星海社COMICS〉、2020年10月12日発売、ISBN 978-4-06-521287-5
妖怪PARADE ぴよFate/Grand Order作品集
漫画：ぴよ、星海社〈星海社COMICS〉、2020年10月12日発売、ISBN 978-4-06-521288-2
あれこれカルデア生態記 SAKAE&するばFate/Grand Order作品集
漫画：SAKAE&するば、星海社〈星海社COMICS〉、2020年11月11日発売、ISBN 978-4-06-521653-8
Fate/Grand Order CHAOS TRIP! nipi作品集
漫画：nipi、KADOKAWA〈角川コミックス・エース〉、2023年4月26日発売、ISBN 9784-04-113610-2
Fate/Grand Order 豪華剣爛 霧月作品集
漫画：霧月、KADOKAWA、2023年10月26日発売、ISBN 978-4-04-113050-6

## ドラマCD
担当声優は、本編にも登場するキャラクターの場合は同一。
Fate/Grand Order First Take
2015年8月10日発売の「TYPE-MOONエース Fate/Grand Order」付属のドラマCD。ゲームの序章部分がドラマCD化されている。脚本は奈須きのこ。
登場キャラクターは男主人公、マシュ、Dr.ロマン、レフ、オルガマリー、ダ・ヴィンチ、セイバーオルタ、シャドウアサシン（声 - 保坂俊行）、シャドウランサー（声 - 七種恵司）。
Fate/Grand Order アンソロジードラマCD「The Blue Bird」
2016年3月10日発売の「コンプティーク 2016年4月号」付属のドラマCD。脚本は磨伸映一郎。
登場キャラクターは男主人公、マシュ、Dr.ロマン、ダ・ヴィンチ、諸葛孔明、玉藻の前、臥藤門司（声 - 伊藤健太郎）。
Fate ぐだぐだオーダードラマCD「帰ってきたぐだぐだお得テクニック」
2016年4月9日発売の「コンプティーク 2016年5月号」付属のドラマCD。脚本は経験値。
登場キャラクターは沖田総司、織田信長、アルトリア、モードレッド、メドゥーサ。
Fate/Grand Order 英霊伝承ドラマCD 英霊伝承異聞 〜巌窟王 エドモン・ダンテス〜
2017年4月15日発売の「Fate/Grand Order カルデアエース」付属のドラマCD。脚本は桜井光、監修は奈須きのこ。キャラクターデザインは兔ろうと。
登場キャラクターはモンテ・クリスト伯爵（エドモン・ダンテス）、ファリア神父（声 - 堀勝之祐）、コンチェッタ（声 - 加隈亜衣）、エデ（声 - 千本木彩花）、アンジェロ・ブラーガ神父（声 - 樫井笙人）、タランテラ（声 - 成田剣）。
劇場版 Fate/Grand Order -神聖円卓領域キャメロット-「Character Radio CD」
2021年5月15日発売の「 劇場版 Fate/Grand Order -神聖円卓領域キャメロット- 後編 Paladin; Agateram 豪華版パンフレット」付属のドラマCD。
「前編 Wandering; Agateram」の来場者特典として配信されたボイスドラマ「カルデアプレゼンツ オールナイト・キャメロットラジオ」と、新規収録の「オジマンディアスプレゼンツ オールナイト・ファラオ」の2編を収録。それぞれキャラクターがラジオを行うという内容となっている。
「オールナイト・キャメロットラジオ」の登場キャラクターは、Dr.ロマン、ダ・ヴィンチ、アーラシュ、ベディヴィエール、ガウェイン、モードレッド、ランスロット、トリスタン、アグラヴェイン、ニトクリス、玄奘三蔵。
「オールナイト・ファラオ」の登場キャラクターは、オジマンディアス、ニトクリス、藤丸立香（男主人公）、マシュ、玄奘三蔵、呪腕のハサン、静謐のハサン、Dr.ロマン。

## 小説
Fate/Grand Order 英霊伝承
『Fate/Grand Order』に登場する英霊たちの生前・伝説などを小説化した作品。『Grand Order』関連の雑誌などにそれぞれ収録されている。
巌窟王 エドモン・ダンテスはドラマCD、蘆屋道満は漫画で「英霊伝承異聞」として作品が発表されている。詳細は「#ドラマCD」、「#サポート・スピンオフ漫画」を参照。
Fate/Grand Order 英霊伝承 〜アステリオス〜
作者：東出祐一郎 / イラスト：しまどりる
「TYPE-MOONエース Vol.11」収録。
Fate/Grand Order 英霊伝承 〜ヘンリー・ ジキル / ハイド〜
作者：桜井光 / イラスト：中原
「TYPE-MOONエース Vol.11」収録。
Fate/Grand Order 英霊伝承 〜荊軻〜
作者：東出祐一郎 / イラスト：高橋慶太郎
「Fate/Grand Order カルデアエース」収録。
Fate/Grand Order 英霊伝承 〜エレナ・ブラヴァツキー〜
作者：桜井光 / イラスト：松竜
「Fate/Grand Order カルデアエース」収録。
FGOミステリーシリーズ
「Fate/Grand Order 春のミステリーフェア」にて配信されたイベントシナリオを再構成した作品。
作者：円居挽
FGOミステリー 翻る虚月館の告解 虚月館殺人事件
イラスト：山中虎鉄
2019年5月23日発売。
FGOミステリー 惑う鳴鳳荘の考察 鳴鳳荘殺人事件
イラスト：本庄雷太
2019年5月23日発売。
FGOミステリー小説アンソロジー カルデアの事件簿
カルデアが遭遇した未知なる謎解きを紡ぐアンソロジー。固有名詞、人称、能力設定のみTYPE-MOONの監修を得て制作されているが、それぞれの作者が自由な発想、解釈に基づき制作したもので公式見解ではない。
FGOミステリー小説アンソロジー カルデアの事件簿 file.01
作者：青崎有吾、汀こるもの、天祢涼、織守きょうや、円居挽
イラスト：しまどりる
2020年2月16日発売。
FGOミステリー小説アンソロジー カルデアの事件簿 file.02
作者：amphibian、津田彷徨、日向夏
イラスト：pako
2020年3月15日発売。

## 舞台

### 2017年版
タイトルは『Fate/Grand Order THE STAGE -神聖円卓領域キャメロット-』。「第六特異点 神聖円卓領域キャメロット」のシナリオを原作としている。2017年7月14日から17日、9月29日から10月8日までZeppブルーシアター六本木にて公演。演出・脚本は福山桜子、音楽は大塚茜、芳賀敬太、深澤秀行が担当。
キャスト
- ベディヴィエール - 佐奈宏紀
- 藤丸立香 - 佐伯亮、岡田恋奈（Wキャスト）
- マシュ・キリエライト - ナナヲアカリ
- アルトリア・ペンドラゴン - 高橋ユウ
- ランスロット - 小野健斗
- ガウェイン - 山口大地
- トリスタン - 菊田大輔
- モードレッド - 甲斐千尋
- アグラヴェイン - JAY
- 呪腕のハサン - BOB（初演） / 富沢たかし（再演）
- アーラシュ - 西川俊介
- オジマンディアス - 本田礼生
- レオナルド・ダ・ヴィンチ - RiRiKA
- ロマニ・アーキマン - 井出卓也
- 奏者 - ayasa

### 2019年版
タイトルは『Fate/Grand Order THE STAGE -絶対魔獣戦線バビロニア-』。第七特異点 絶対魔獣戦線バビロニアを原作としている。2019年1月11日から14日まで大阪サンケイホールブリーゼ、1月19日から27日まで東京日本青年館ホールで公演が行われた。演出・脚本は前作に引き続き福山桜子が担当した。
キャスト
- ギルガメッシュ - 丘山晴己
- エルキドゥ - 山﨑晶吾
- 藤丸立香 - 大海将一郎、坂本澪香（Wキャスト）
- マシュ・キリエライト - ナナヲアカリ
- マーリン - 瑛
- アナ - 桑江咲菜
- シドゥリ - 門山葉子
- イシュタル - 八坂沙織
- エレシュキガル - 川村海乃
- ケツァル・コアトル - 赤井沙希
- ゴルゴーン - 護あさな
- レオナルド・ダ・ヴィンチ - RiRiKA
- ロマニ・アーキマン - 井出卓也

### 2020年版
タイトルは『Fate/Grand Order THE STAGE -冠位時間神殿ソロモン-』。終局特異点 冠位時間神殿ソロモンを原作としている。2020年10月18日にTACHIKAWA STAGE GARDENにてプレビュー公演、2020年10月24日から30日まで東京国際フォーラム ホールにて公演。演出・脚本・作詞は福山桜子、音楽は大塚茜が担当
キャスト
- ロマニ・アーキマン - 井出卓也
- 藤丸立香 - 新里宏太、髙石あかり（Wキャスト）
- マシュ・キリエライト - ナナヲアカリ
- レオナルド・ダ・ヴィンチ - 舞羽美海
- マーリン - 瑛
- クー・フーリン - 加藤将
- ランスロット - 小野健斗
- オジマンディアス - 本田礼生
- ギルガメッシュ - 丘山晴己
- エルキドゥ - 山﨑晶吾
- レフ・ライノール - 村田充
- ソロモン - 神永圭佑
- アンサンブル - 加藤貴彦、PASSION、西田健二、増山航平、KiKi、竹井未来望、中野夏奈、野崎みちる、kizuku、佐久本歩夢（BLUE TOKYO）、沙月、海谷ひとみ、工藤博樹、田嶋悠理

## 映像作品
2016年から毎年、12月31日（大晦日）にFateProject関連の特番が放送されており、その中で本作を原作とするアニメーション作品が放送される。
また、第1部第7章を原作としたテレビアニメ、『Fate/Grand Order -絶対魔獣戦線バビロニア-』が2019年10月から2020年3月までTOKYO MXほかにて放送された。
第1部第6章を原作とする劇場アニメ『劇場版 Fate/Grand Order -神聖円卓領域キャメロット-』は前後編に分けて公開され『前編 Wandering; Agateram』は2020年12月に、『後編 Paladin; Agateram』は2021年5月に上映された。
第1部終章を原作とする劇場アニメ『Fate/Grand Order -終局特異点 冠位時間神殿 ソロモン-』は、2021年7月30日に上映された。

## 派生ゲーム

### VR feat.マシュ・キリエライト
PlayStation VR専用ソフト『Fate/Grand Order VR feat.マシュ・キリエライト』が2017年12月16日より無料ダウンロード配信中。
VRを使用してマシュとトレーニングなどが行えるほか、隠しキャラクターとしてアルトリア・ペンドラゴンも登場する。
登場人物
- マシュ・キリエライト - 高橋李依
- レオナルド・ダ・ヴィンチ - 坂本真綾
- アルトリア・ペンドラゴン - 川澄綾子

スタッフ
- 開発 - ディライトワークス
- リードプログラマー - 萩野洋
- プログラマー - 李鐘徳
- リードデザイナー - 島野伸一郎
- デザイナー - 佐藤仁、潘志浩、榛地康人、木我光
- リードプランナー - 山下雅水
- サウンド - 白山俊太郎、西村和真
- 開発協力 - TYPE-MOON、ソニー・インタラクティブエンタテインメント ジャパンアジア
- シナリオ協力 - 関根アユミ、蘇我真、アニプレックス、エッジワークス
- デザイン協力 - グラフィニカ、あまた、スリースターファクトリー、モックス、デジタル・フロンティア、ランド・ホー、シリコンスタジオ
- VR技術協力 - メルポット
- モーションキャプチャー協力 - イルカ、アニマロイド
- モーションアクター - 活劇座（細川桃仁、日野由佳、川渕かおり）
- サウンドプロデューサー - 芳賀敬太
- 音楽 - 白山俊太郎
- 音声収録 - ブレイブハーツ
- QA&デバッグ - デジタルハーツ
- 制作協力 - アニプレックス
- 監修 - 奈須きのこ、武内崇
- FGO PROJECT クリエイティブディレクター - 塩川洋介
- 制作 - アニプレックス、ノーツ、ディライトワークス

#### 開発（VR feat.マシュ・キリエライト）
企画段階からディライトワークスはソニー・インタラクティブエンタテインメントジャパンアジア（SIE）と相談しながら『VR feat.マシュ・キリエライト』の開発を行った。「メインヒロインのマシュが目の前にいるとプレイヤーが感じられること」と、「クオリティと開発期間と開発の難易度を両立させられること」を条件に、複数のゲームエンジンを試した結果、Unity for PS4が採用された。本作のプログラマである荻野洋は、UniteTokyo2018の基調演説の中で、本作の開発にUnityを使用していたこととが決め手となったと振り返っており、慣れない環境で問題が起きたときのリカバリも考慮に入れられたことも理由に挙げた
UnityはどのプラットフォームでもVRに対応していたため、想像以上に快適な環境の中で開発がすすめられた。SIEのVRコンサルテーションサービスによるチェックの結果、フレームレートについての指摘が出された。また、『VR feat.マシュ・キリエライト』ではプレイヤーの移動がほとんどないためVR酔いは生じなかった一方、冒頭のタイトル部分に不快感を感じるという指摘を受け演出を変更した。
開発にあたり、マシュのモデル作成には3ds Maxが、小物のモデル作成にはMayaがそれぞれ使用された。また、マシュの動きにはFinal IKアセットのLookAtIK機能が使われたが、そのままではどうしてもぎこちなくなるため、手動による調整も行われた。さらに、マシュの服や髪の動きはボーンや関節に対して物理的に自然な挙動を持たせられるDynamic Boneで作成され、胸の動きは3ds Maxで作成された。
『Fate/Grand Order』でサウンドを手掛けた白山俊太郎は、『VR feat.マシュ・キリエライト』でもサウンドを手掛けた。VRにおいては全天球に映像を展開することから、ゲーム内の音声をプレイヤーの顔の向きと合わせる必要があった。白山は2017年12月23日に行われた「FGO冬祭り」にて、マシュがそばにいると感じられる距離感や位置の調整に苦労したと振り返っており、同席していた塩川洋介によると、「実際の位置とは別の位置に音を置いた後、ヘッドマウントディスプレイを装着する」という調整を繰り替えしたとされている。
また、白山は森の環境音を求めて奥多摩まで来たものの、本来ゲームには必要ない鳥たちの会話がなかなか止まらず苦労したとも同イベントの中で振り返っている。

#### 評価（VR feat.マシュ・キリエライト）
ライターのLeyvanは、Animejapan2017にてプレイアブル出展されたバージョンについて、期待通りの内容だったとファミ通Appに寄せた記事の中で述べている。

### アーケード版

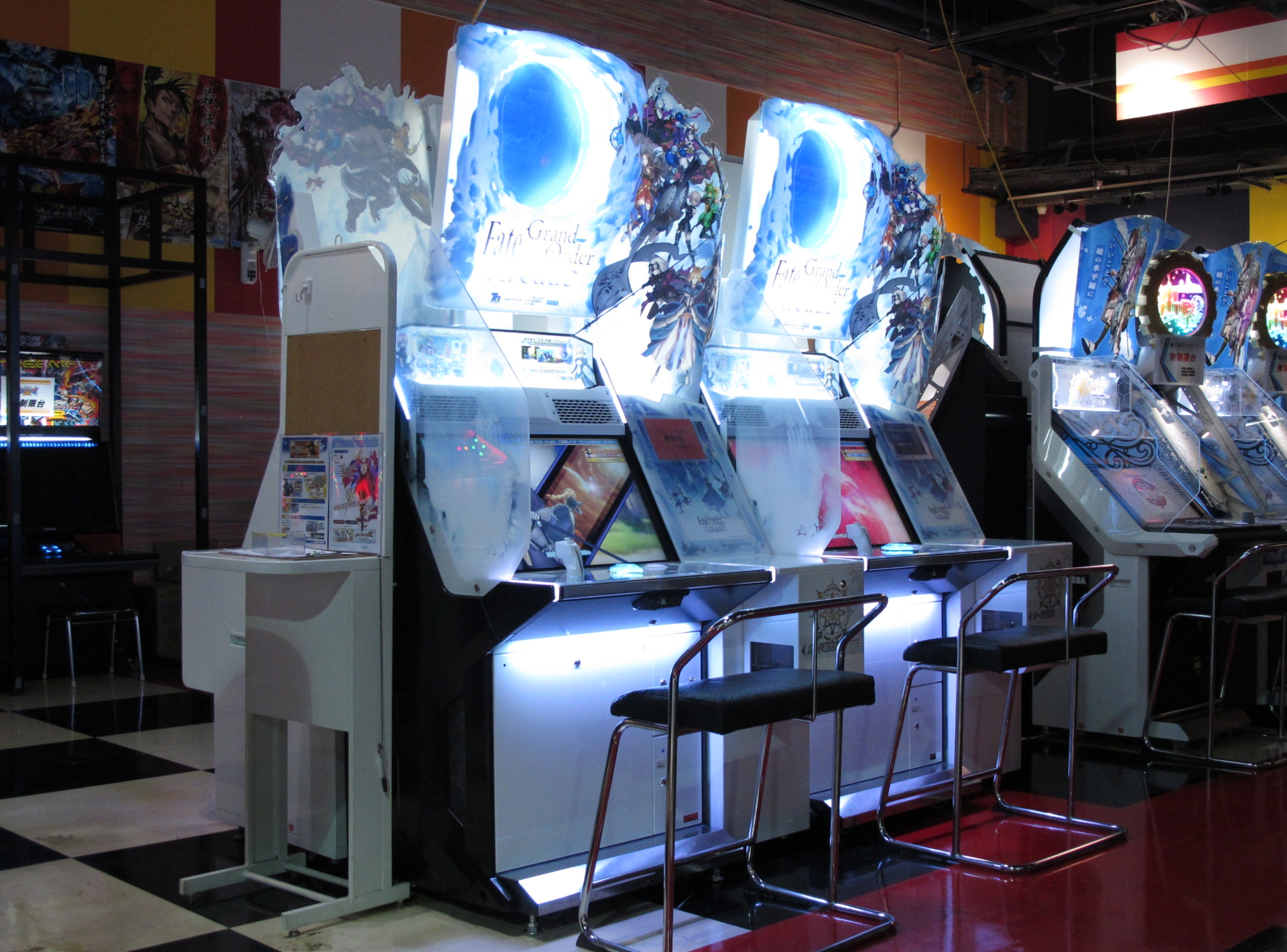
『Fate/Grand Order Arcade』（セガ）のアーケードゲーム筐体

『Fate/Grand Order Arcade』は、『Fate/Grand Order』をトレーディングカードアーケードゲーム化した作品である。
2017年12月7日には、同作のお披露目会がメディア向けに開かれ、開発中の実機プレイが初めて公開され、同年12月8日から10日に行われた第1回ロケーションテストを経、2018年7月26日より正式に稼働が開始された。

### Waltz in the MOONLIGHT/LOSTROOM
『Fate/Grand Order Waltz in the MOONLIGHT/LOSTROOM』（フェイト/グランド オーダー ワルツ イン ザ ムーンライト/ロストルーム）のタイトルで、2020年8月11日に配信。iOS / Android用アプリゲームで、公称ジャンルはFateアンサンブルアクション。5周年記念に配信されたタイトル。2021年7月26日にサービス終了。
差し出し人不明のメールに招かれて、「ロストルーム」にて開かれる一夜限りの舞踏会といったストーリーが展開される。メインクエストではナビゲーターのミス・クレーン（声 - 水橋かおり）によってシナリオが進行する。
楽曲に合わせてアイコンをタップするリズムアクションゲーム。楽曲は書き下ろしで、ライター陣の原案・監修により、ゲーム本編に登場するサーヴァントたちの心情が表現されたものとなっている。
ゲーム内ではマシュが3Dモデルで登場し、楽曲に合わせてダンスを行う。オリジナルの衣装も多数登場する。「エキシビジョンモード」では自由にダンスを鑑賞できるほか、AR機能にも対応している。
当初は先着55万人限定ダウンロードとなっていたが、その後はアップデートに合わせて定期的に再配信が行われ、最終アップデートの2020年9月8日から制限なく恒常的に配信が行われた。
スタッフ
- シナリオ - 奈須きのこ
- アートディレクター - 武内崇
- クリエイティブディレクター - 塩川洋介
- 開発・運営 - DELiGHTWORKS
- 音楽・振付制作 - ANIPLEX
- 音楽監修 - TYPE-MOON 芳賀敬太

#### 開発（Waltz in the MOONLIGHT/LOSTROOM）
クリエイティブディレクターを務めた塩川洋介は、数年前から武内崇がサーヴァントの踊る姿を見たがっていたことがきっかけであるとファミ通とのインタビューの中で話している。最初に武内が話題にしたときはぴんと来なかったものの、それとは別に『FGO』のフランチャイズの発展についても本格的に考える必要が出てきた際に、塩川はこの話題を思い出し、自分の中で何かできないか考えるようになったとインタビューの中で振り返っている。塩川はフランチャイズ展開にあたり「マスター（としての）体験」を重要視しており、ダンスと「マスター体験」を結び付けたうえで、企画書を作成し、武内に提出したところ受け入れられ、プロジェクトとしてスタートした。

### アナログゲーム
『Fate/Grand Order Duel -collection figure-』のタイトルで2018年8月1日から発売。開発はディライトワークス、発売元はアニプレックス。また、ワンドローがゲームルールの開発協力として参加している。
ゲーム中に登場するサーヴァントのミニフィギュアと、コマンドカードがセットになっている。キャラクターごとのスキルを用いて対戦を行う。
なお、『Duel』のプレイを強制させたくないという観点から、シリアルコード等の封入は行われていない。

### エイプリルフール企画
エイプリルフール限定企画として、一日限定のアプリゲームが配信されている。開発はディライトワークス（2019年 - 2021年）、ラセングル（2022年以降）。配信はアニプレックス。対応OSはiOSとAndroid。
Fate/Grand Order Gutentag Omen
2017年4月1日限定リリース。略称は「FGO GO」。ゲーム内のマップを移動し、聖晶石を使用してサーヴァントを捕獲するゲーム。2020年には復刻版が限定リリースされた。
Fate/Grand Order Gutentag Omen Adios
2018年4月1日限定リリース。略称は「FGO GO A」。『FGO GO』のリニューアル版で、前作からサーヴァントが追加されている。
Fate/Grand Order Quest
2019年4月1日限定リリース。フィールド探索型のロールプレイングゲーム。
Fate/Grand Order MyCraft Lostbelt
2020年4月1日限定リリース。タワーを建築し、相手のタワーを崩すターン制バトルゲーム。クラフトモードとバトルモードの2種類のモードがある。
クラフトモードではブロックを使用してタワーを建築できる。バトルモードでは3発の大砲を打ち込み、相手のタワーを倒すことが目標となる。
Fate/Freedom Order 〜ボクとアナタのユナイト戦争〜
2021年4月1日限定リリース。獲得したサーヴァントの頭・体・背景を霊基合成し、脱法サーヴァントを作成するゲーム。脱法サーヴァント同士をオートバトルで戦わせることができる。
Fate/Pixel Wars
2022年4月1日限定リリース。ドット絵で表現された微小特異点を舞台に、大統領を目指して聖杯選挙を行うRPG。
対立候補となる相手の支持者を倒すことで味方につけ、軍団を大きくしていくことが目標。
Fate/Grail League
2023年4月1日限定リリース。野球ゲーム。
敵マスターである藤丸六香（声 - 関根明良）とサーヴァント・エリザベーブを倒すために野球で戦う。野球実況は藤丸六香、審判はゴルドルフ・ムジーク（声 - 伊丸岡篤）が行う。

## Web配信番組
不定期で配信される生配信番組。アーケード版に関連する番組については『Fate/Grand Order Arcade』を参照。

### Fate/Grand Order カルデア放送局
| 回     | タイトル | 配信日         | MC                                                                         | ゲスト | 備考 | 注              |
| ------ | --- | -------------- | -------------------------------------------------------------------------- | --- | --- | --------------- |
| 第1回  | Fate/Grand Order カルデア放送局 〜お正月生放送〜                                                             | 2016年1月4日   | マフィア梶田                                                               | 島﨑信長（アルジュナ 役など）、種田梨沙（マシュ・キリエライト〈初代〉 役など）                                                | | [ 138 ]         |
| 第2回  | Fate/Grand Order 〜Fate/Zeroスペシャルイベント記念放送〜                                                     | 2016年4月20日  | マフィア梶田                                                               | 川澄綾子（アルトリア・ペンドラゴン 役など）、種田梨沙、島﨑信長                                                               | | [ 139 ]         |
| 第3回  | Fate/Grand Order カルデア放送局 Vol.03 FGO1周年前夜祭                                                        | 2016年7月29日  | マフィア梶田                                                               | 川澄綾子、種田梨沙、島﨑信長                                                                                                  | |                 |
| 第4回  | Fate/Grand Order カルデア放送局SP‟EXTELLA”発売記念特番                                                       | 2016年11月2日  | 吉田尚記                                                                   | 丹下桜（ネロ・クラウディウス 役など）、能登麻美子（アルテラ 役など）、大久保瑠美（エリザベート・バートリー 役など）、川澄綾子 | |                 |
| 第5回  | Fate/Grand Order カルデア放送局 Vol.4 第七特異点配信直前SP                                                   | 2016年12月6日  | 島﨑信長                                                                   | 川澄綾子、大久保瑠美、高橋李依（マシュ・キリエライト〈二代目〉 役）                                                           | |                 |
| 第6回  | Fate/Grand Order カルデア放送局 Vol.5 第1.5部配信直前SP                                                      | 2017年2月22日  | マフィア梶田                                                               | 島﨑信長、川澄綾子、大久保瑠美                                                                                                | |                 |
| 第7回  | Fate/Grand Order カルデア放送局SP Fate/EXTRA CCCスペシャルイベント開催記念放送                               | 2017年4月27日  | マフィア梶田                                                               | 島﨑信長、下屋則子（BB 役）、小倉唯（パッションリップ 役）                                                                    | |                 |
| 第8回  | Fate/Grand Order カルデア放送局 Vol.6 アガルタの女配信直前SP                                                 | 2017年6月28日  | マフィア梶田                                                               | 島﨑信長、川澄綾子、鶴岡聡（ジル・ド・レェ 役など）                                                                           | |                 |
| 第9回  | Fate/Grand Order カルデア放送局 2周年SP                                                                      | 2017年7月30日  | マフィア梶田                                                               | 島﨑信長、川澄綾子、高橋李依、田中美海（ニトクリス 役）                                                                       | |                 |
| 第10回 | Fate/Grand Order カルデア放送局 Vol.7 祝! 劇場版Fate/stay night [HF] 公開初日&英霊剣豪七番勝負 配信直前SP    | 2017年10月14日 | マフィア梶田                                                               | 島﨑信長、川澄綾子、高橋李依                                                                                                  | |                 |
| 第11回 | Fate/Grand Order カルデア放送局Vol.8 異端なるセイレム 配信直前SP                                             | 2017年11月28日 | マフィア梶田                                                               | 島﨑信長、川澄綾子、高橋李依、田中美海                                                                                        | 超!A&G+でも同時配信。 | [ 140 ]         |
| 第12回 | Fate/Grand Order カルデア放送局SP Fate/Apocryphaスペシャルイベント開催記念ステージ                           | 2018年4月29日  | マフィア梶田                                                               | 花江夏樹（ジーク 役）、諏訪部順一（黒のセイバー 役）、大久保瑠美、古川慎（赤のライダー 役）                                   | イベント「Fate/Apocrypha -Epilogue Event-」内部でのステージ中継。YouTubeでも同時配信。                                                                 | [ 141 ] [ 142 ] |
| 第13回 | Fate/Grand Order ぐだぐだ放送局「Fate/EXTELLA LINK」発売記念&新イベント発表SP                                | 2018年6月6日   | マフィア梶田                                                               | 川澄綾子、大久保瑠美、植田佳奈（イシュタル 役など）、水島大宙（ガウェイン 役など）、悠木碧（沖田総司 役など）                 | YouTubeでも同時配信。 |                 |
| 第14回 | Fate/Grand Order カルデア放送局 Vol.9 消えぬ炎の快男児 配信直前SP                                            | 2018年7月18日  | マフィア梶田                                                               | 島﨑信長、赤羽根健治（カドック・ゼムルプス 役）、植田佳奈、川澄綾子                                                           | |                 |
| 第15回 | Fate/Grand Order カルデア放送局 3周年SP                                                                      | 2018年7月29日  | マフィア梶田                                                               | 島﨑信長、櫻井孝宏(マーリン 役など)、悠木碧、川澄綾子                                                                         | |                 |
| 第16回 | Fate/Grand Order カルデア放送局 Vol.10 紅の月下美人 配信直前SP                                               | 2018年11月27日 | マフィア梶田                                                               | 島﨑信長、川澄綾子、佐藤聡美（ミドラーシュのキャスター 役）、悠木碧                                                           | |                 |
| 第17回 | Fate/Grand Order カルデア放送局SP「ロード・エルメロイII世の事件簿」コラボレーションイベント開催記念放送      | 2019年4月27日  | マフィア梶田                                                               | 赤羽根健治、上田麗奈（グレイ 役）、水瀬いのり(ライネス・エルメロイ・アーチゾルテ 役)                                          | |                 |
| 第18回 | Fate/Grand Order カルデア放送局 Vol.11 黒き最後の神 配信直前SP                                               | 2019年6月15日  | マフィア梶田                                                               | 島﨑信長、川澄綾子、悠木碧 | |                 |
| 第19回 | Fate/Grand Order カルデア放送局 4周年SP                                                                      | 2019年8月4日   | マフィア梶田                                                               | 島﨑信長、大久保瑠美、川澄綾子、早見沙織（アタランテ 役など）、悠木碧、赤羽根健治、鶴岡聡、田中美海                           | |                 |
| 第20回 | Fate/Grand Order カルデア放送局 Vol.12 神を撃ち落とす日 配信直前SP                                           | 2019年12月18日 | マフィア梶田                                                               | 河西健吾（スカンジナビア・ペペロンチーノ 役）、川澄綾子、田中美海                                                             | |                 |
| 第21回 | Fate/Grand Order カルデア放送局 Vol.13 第2部 第5章 オリュンポス 配信直前SP                                   | 2020年4月8日   | Fate/Grand Order 開発・宣伝スタッフ                                        | Fate/Grand Order 開発・宣伝スタッフ                                                                                           | 新型コロナウイルス感染症の影響によりMC、ゲストの出演が中止になった。                                                                                   | [ 143 ]         |
| 第22回 | Fate/Grand Order カルデア放送局 5周年SP 〜under the same sky〜                                               | 2020年8月10日  | マフィア梶田                                                               | 高橋李依、島﨑信長、関智一（ギルガメッシュ 役など）、川澄綾子、植田佳奈、大久保瑠美、鶴岡聡、悠木碧、赤羽根健治、田中美海     | Fate/Grand Order 5th Anniversary BAND with 東京都交響楽団 feat. Ayasa、Aimer、坂本真綾によるライブあり なお、Aimerと坂本のライブはリアルタイム配信のみ | [ 144 ]         |
| 第23回 | Fate/Grand Order カルデア放送局 Vol.14 虚数大海戦イマジナリ・スクランブル 配信直前SP                         | 2020年11月11日 | マフィア梶田                                                               | 島﨑信長、川澄綾子、大和田仁美（アビゲイル・ウィリアムズ 役）                                                                 | |                 |
| 第24回 | Fate/Grand Order カルデア放送局 Vol.15 第2部 第5.5章 轟雷一閃 配信&劇場版キャメロット前編公開 直前SP         | 2020年12月2日  | マフィア梶田                                                               | 赤羽根健治、川澄綾子、水島大宙                                                                                                | |                 |
| 第25回 | Fate/Grand Order カルデア放送局SP「FGO Waltz in the MOONLIGHT/LOSTROOM」コラボレーションイベント開催記念放送 | 2021年4月26日  | マフィア梶田                                                               | 川澄綾子、田中美海、金元寿子（エレナ・ブラヴァツキー 役など）                                                                 | |                 |
| 第26回 | Fate/Grand Order カルデア放送局 Vol.16 第2部 第6章 アヴァロン・ル・フェ 配信直前SP                           | 2021年6月11日  | マフィア梶田                                                               | 島﨑信長、川澄綾子、河西健吾                                                                                                  | |                 |
| 第27回 | Fate/Grand Order カルデア放送局 Vol.17 第2部 第6章 アヴァロン・ル・フェ（後編） 配信直前SP                   | 2021年7月14日  | マフィア梶田                                                               | 赤羽根健治、川澄綾子、石谷春貴（ベリル・ガット 役）                                                                           | |                 |
| 第28回 | Fate/Grand Order カルデア放送局 6周年SP & Special Live 〜Maaya Sakamoto Unplugged〜                          | 2021年8月1日   | マフィア梶田                                                               | 島﨑信長、石川界人（斎藤一 役）、川澄綾子、花守ゆみり（キャプテン・ネモ 役）、高橋李依                                        | 坂本真綾によるライブあり |                 |
| 第29回 | Fate/Grand Order カルデア放送局SP「マンガで分かる！Fate/Grand Order」コラボレーションイベント開幕記念放送    | 2022年4月27日  | マフィア梶田                                                               | 島﨑信長、小見川千明（ポール・バニヤン 役）、川澄綾子                                                                         | |                 |
| 第30回 | Fate/Grand Order カルデア放送局 Vol.18 第2部 第6.5章 或る幻想の生と死 開幕直前SP                             | 2022年6月1日   | マフィア梶田                                                               | 神尾晋一郎（コンスタンティノス11世 役）、大久保瑠美、悠木碧                                                                   | | [ 145 ]         |
| 第31回 | Fate/Grand Order カルデア放送局 7周年SP + 7th Anniversary Special Live 〜Re:Collection of Avalon le Fae〜    | 2022年7月31日  | マフィア梶田                                                               | 島﨑信長、川澄綾子、石谷春貴、大久保瑠美                                                                                      | Fate/Grand Order 7th Anniversary BAND feat. Ayasa、(Cho)によるライブあり                                                                               |                 |
| 第32回 | Fate/Grand Order カルデア放送局 Vol.19 第2部 第7章 ナウイ・ミクトラン（後編） 開幕直前SP                     | 2023年1月31日  | マフィア梶田                                                               | 川澄綾子、田中美海、小林千晃                                                                                                  | |                 |
| 第33回 | Fate/Grand Order カルデア放送局SP「Fate/Grand Order Arcade」コラボレーションイベント開幕記念放送             | 2023年4月26日  | マフィア梶田                                                               | 植田佳奈、丹下桜、鶴岡聡 | |                 |
| 第34回 | Fate/Grand Order カルデア放送局 Vol.20 奏章I 虚数羅針内界 ペーパームーン 開幕直前 & FGO Fes. 2023 SP         | 2023年6月14日  | マフィア梶田                                                               | 川澄綾子、植田佳奈、赤羽根健治                                                                                                | |                 |
| 第35回 | Fate/Grand Order カルデア放送局 8周年SP + 「flowers」Special Live                                            | 2023年7月30日  | マフィア梶田                                                               | 中田譲治（"山の翁" 役など）、伊東健人（ジェームズ・モリアーティ〔ルーラー〕 役）、島﨑信長、川澄綾子、高橋李依、悠木碧        | Hana Hopeによるライブあり |                 |
| 第36回 | Fate/Grand Order カルデア放送局 Vol.21 奏章II 開幕直前SP                                                     | 2024年3月20日  | マフィア梶田                                                               | 大久保瑠美、島﨑信長、鶴岡聡                                                                                                  | |                 |
| 第37回 | Fate/Grand Order カルデア放送局SP「魔法使いの夜」コラボレーションイベント開幕記念放送                        | 2024年4月26日  | 戸松遥（蒼崎青子 役など）、小林裕介（静希草十郎 役）、田中美海、赤羽根健治 | 戸松遥（蒼崎青子 役など）、小林裕介（静希草十郎 役）、田中美海、赤羽根健治                                                    | 事前収録 | [ 146 ]         |
| 第38回 | Fate/Grand Order カルデア放送局 9周年SP                                                                      | 2024年8月4日   | マフィア梶田                                                               | 石川由依、豊永利行（オベロン 役）、島﨑信長、川澄綾子、高橋李依、植田佳奈                                                     | |                 |
| 第39回 | Fate/Grand Order カルデア放送局 Vol.22 奏章IV 開幕直前SP                                                     | 2025年4月30日  | マフィア梶田                                                               | 竹内良太（アレッサンドロ・ディ・カリオストロ 役など）、赤羽根健治                                                             | |                 |
| 第40回 | Fate/Grand Order カルデア放送局 10周年SP                                                                     | 2025年8月3日   | マフィア梶田                                                               | 井上和彦（インドラ 役）、川澄綾子、島﨑信長、高橋李依、花守ゆみり、田中美海、赤羽根健治                                       | |                 |

### Fate/Grand Order カルデア放送局 ライト版
| タイトル                                                                                               | 配信日         | 出演者                                                                                           | 備考                                                                                               | 注      |
| --- | -------------- | ------------------------------------------------------------------------------------------------ | -------------------------------------------------------------------------------------------------- | ------- |
| Fate/Grand Order カルデア放送局 ライト版 1500万DL突破                                                  | 2018年11月6日  | MC - 川澄綾子                                                                                    | |         |
| Fate/Grand Order カルデア放送局 ライト版 〜オール信長総進撃 ぐだぐだファイナル本能寺2019〜             | 2019年7月3日   | MC - 川澄綾子                                                                                    | | [ 147 ] |
| Fate/Grand Order カルデア放送局 ライト版 〜1800万DL突破キャンペーン〜                                  | 2019年11月13日 | MC - 川澄綾子                                                                                    | |         |
| Fate/Grand Order カルデア放送局 臨時ライト版                                                           | 2020年3月22日  | ゲスト - 川澄綾子、島﨑信長、高橋李依、田中美海                                                  | AnimeJapan 2020の開催中止に伴い「Fate/Grand Order スペシャルステージ」で行う予定だった内容を配信。 | [ 148 ] |
| Fate/Grand Order カルデア放送局 ライト版 2000万DL突破記念スペシャル                                    | 2020年4月25日  | Fate/Grand Order 開発・宣伝スタッフ                                                              | |         |
| Fate/Grand Order カルデア放送局 ライト版 〜「Fate/Requiem」コラボレーションイベント開催記念放送〜      | 2020年5月25日  | MC - 川澄綾子                                                                                    | |         |
| Fate/Grand Order カルデア放送局 ライト版                                                               | 2020年10月9日  | MC - 川澄綾子                                                                                    | |         |
| Fate/Grand Order カルデア放送局 ライト版 〜カルデア・サマーアドベンチャー！〜                          | 2021年9月8日   | ゲスト - 赤羽根健治、川澄綾子、古川慎                                                            | |         |
| Fate/Grand Order カルデア放送局 ライト版 〜ハロウィン・ライジング！〜                                  | 2021年10月20日 | ゲスト - 大久保瑠美、悠木碧                                                                      | |         |
| Fate/Grand Order カルデア放送局 ライト版 〜ぐだぐだ龍馬危機一髪！〜                                    | 2021年11月17日 | MC - 川澄綾子                                                                                    | |         |
| Fate/Grand Order カルデア放送局 ライト版                                                               | 2022年5月11日  | MC - 田中美海                                                                                    | |         |
| Fate/Grand Order カルデア放送局 ライト版 FGO Fes. 2022&ゲーム最新情報                                  | 2022年6月29日  | MC - 川澄綾子                                                                                    | |         |
| Fate/Grand Order カルデア放送局 ライト版 〜水着イベント2022〜                                          | 2022年8月10日  | ゲスト - 桑原由気（ガレス 役）、赤羽根健治                                                       | |         |
| Fate/Grand Order カルデア放送局 ライト版 〜ぐだぐだ新邪馬台国〜                                        | 2022年9月14日  | MC - 川澄綾子                                                                                    | |         |
| Fate/Grand Order カルデア放送局 ライト版 〜108人のハロウィン・リベリオン！〜                           | 2022年10月12日 | MC - 川澄綾子、大久保瑠美                                                                        | |         |
| Fate/Grand Order カルデア放送局 ライト版 〜ウィンターパーティー&カルデア妖精騎士杯〜                   | 2022年11月9日  | MC - 川澄綾子                                                                                    | |         |
| Fate/Grand Order カルデア放送局 ライト版 FGO Fes. 2023&ゲーム最新情報                                  | 2023年5月24日  | MC - 大久保瑠美                                                                                  | |         |
| Fate/Grand Order カルデア放送局 ライト版 FGO Fes. 2023&ゲーム最新情報                                  | 2023年7月5日   | MC - 田中美海                                                                                    | |         |
| Fate/Grand Order カルデア放送局 ライト版 〜サバフェス2023〜                                            | 2023年8月10日  | ゲスト - 石川由依（モルガン 役）、赤羽根健治、石谷春貴                                           | |         |
| Fate/Grand Order カルデア放送局 ライト版 聖杯戦線 〜白天の城、黒夜の城〜                               | 2023年10月25日 | MC - 川澄綾子                                                                                    | |         |
| Fate/Grand Order カルデア放送局 ライト版 〜ぐだぐだ2023〜                                              | 2023年11月29日 | MC - 川澄綾子、悠木碧                                                                            | |         |
| Fate/Grand Order カルデア放送局 ライト版 FGO Fes. 2024 最新情報                                        | 2024年5月15日  | 川澄綾子、Fate/Grand Order 開発・宣伝スタッフ                                                    | |         |
| Fate/Grand Order カルデア放送局 ライト版 FGO Fes. 2024&ゲーム最新情報                                  | 2024年6月28日  | 川澄綾子、大久保瑠美、Fate/Grand Order 開発・宣伝スタッフ                                        | |         |
| Fate/Grand Order カルデア放送局 ライト版 〜水着イベント2024〜                                          | 2024年8月14日  | 石谷春貴、川澄綾子、峯田茉優（ドブルイニャ・ニキチッチ 役）、Fate/Grand Order 開発・宣伝スタッフ | |         |
| Fate/Grand Order カルデア放送局 ライト版                                                               | 2024年10月4日  | 川澄綾子、Fate/Grand Order 開発・宣伝スタッフ                                                    | |         |
| Fate/Grand Order カルデア放送局 ライト版 ゲーム最新情報                                                | 2024年10月16日 | 田中美海、Fate/Grand Order 開発・宣伝スタッフ                                                    | |         |
| Fate/Grand Order カルデア放送局 ライト版 ぶち壊せ！ ミステリーハウス･クラフターズ                      | 2024年11月13日 | 川澄綾子、Fate/Grand Order 開発・宣伝スタッフ                                                    | |         |
| Fate/Grand Order カルデア放送局 ライト版 CBC2025&新規イベント情報                                      | 2025年3月5日   | 植田佳奈、Fate/Grand Order 開発・宣伝スタッフ                                                    | |         |
| Fate/Grand Order カルデア放送局 ライト版「冠位戴冠戦」                                                 | 2025年5月21日  | 川澄綾子、マフィア梶田、Fate/Grand Order 開発・宣伝スタッフ                                      | |         |
| Fate/Grand Order カルデア放送局 ライト版 新規イベント「落涙の翼」&「FGO Fes. 2025」最新情報            | 2025年6月4日   | 鶴岡聡、Fate/Grand Order 開発・宣伝スタッフ                                                      | |         |
| Fate/Grand Order カルデア放送局 ライト版 新規イベント「7月ボックスイベント」&「FGO Fes. 2025」最新情報 | 2025年7月2日   | 石谷春貴、田中美海、Fate/Grand Order 開発・宣伝スタッフ                                          | |         |
| Fate/Grand Order カルデア放送局 ライト版 〜水着イベント2025〜                                          | 2025年8月13日  | 田中美海、米澤円（オルガマリー 役など）、Fate/Grand Order 開発・宣伝スタッフ                     | |         |

### サポート動画
動画で分かる！Fate/Grand Order
2018年12月2日より開始。全6回。先輩マスターのノッブ（声 - 島﨑信長）が新人マスターの大海将一郎にゲームのシステムを紹介する。初心者に向けた動画コンテンツ。
もっと動画で分かる！Fate/Grand Order
2019年5月19日より開始。全6回。『動画で分かる！Fate/Grand Order』の続編で、引き続き先輩マスターのノッブと新人マスターの大海将一郎が登場する。

## ラジオ
『Fate/Grand Order カルデア・ラジオ局』のタイトルで2017年1月10日から2019年3月29日まで文化放送超!A&G+にて映像付きで配信。第2期『Fate/Grand Order カルデア・ラジオ局 Plus』に改称。2019年4月5日から2025年1月3日まで文化放送超!A&G+にて映像付きで配信。第3期『くらぶカルデア FGOラジオステーション』に改称。
番組内容としては、「ふつおた（普通お便り）」を含め、『Fate/Grand Order』の最新情報や、お役立ち情報はもちろん、グッズの事、ストーリーの事、イベントの事、とにかく楽しそうなことをたくさん集めて、みんなで一緒にFGOを楽しむ。メッセージが採用された方には、番組特製ノベルティがプレゼントされる。
これを再編集かつ未公開音源を追加したものが、文化放送の地上波にて音声のみで配信される。地上波では2017年1月8日（7日深夜）から毎週日曜3:30 - 4:00（土曜深夜27:30 - 28:00）に放送されるが、初回のみは超!A&G+での開始前であるため、新規収録分を放送した。
パーソナリティは高橋李依（マシュ・キリエライト 役）と、田中美海（ニトクリス、オルトリンデ 役）。『Plus』より大久保瑠美（エリザベート・バートリー、アストルフォ役）が追加され当番制で進行する。
放送直前の2016年12月21日には、特別番組「Fate/Grand Order カルデア・ラジオ局 事前特番スペシャル」が文化放送地上波にて配信された。
2017年4月9日より、文化放送での放送時間が毎週日曜21:30 - 22:00に変更される。2018年4月より、超!A&G+での配信日が毎週金曜 21:00 - 22:00に変更された。
2019年3月15日に発表された第5回アニラジアワードにおいて、「最優秀女性ラジオ賞」を受賞した。

### ゲスト
| 配信回  | 配信日         | ゲスト |
| ------- | -------------- | --- |
| 第1回   | 2017年1月10日  | 川澄綾子 （アルトリア・ペンドラゴン 役など）                                                                             |
| 第2回   | 2017年1月17日  | 大久保瑠美 （エリザベート・バートリー 役など）                                                                           |
| 第4回   | 2017年1月31日  | 植田佳奈 （イシュタル 役など）                                                                                           |
| 第5回   | 2017年2月7日   | 鶴岡聡 （ジル・ド・レェ 役など）                                                                                         |
| 第7回   | 2017年2月21日  | マフィア梶田 （カルデア放送局MC）                                                                                        |
| 第13回  | 2017年4月4日   | 大久保瑠美 |
| 第15回  | 2017年4月18日  | マフィア梶田 （田中美海の代役）                                                                                          |
| 第24回  | 2017年6月20日  | 門脇舞以 （イリヤスフィール 役など）                                                                                     |
| 第25回  | 2017年6月27日  | マフィア梶田 |
| 第35回  | 2017年9月5日   | 門脇舞以 |
| 第41回  | 2017年10月17日 | 下屋則子 （BB 役など）                                                                                                   |
| 第48回  | 2017年12月12日 | 大久保瑠美 古川慎 （アキレウス 役）                                                                                      |
| 第56回  | 2018年1月30日  | 丹下桜 （ネロ・クラウディウス 役など）                                                                                   |
| 第60回  | 2018年2月27日  | 佐奈宏紀 （舞台版ベディヴィエール 役） 小野健斗 （舞台版ランスロット 役）                                                |
| 第61回  | 2018年3月6日   | ナナヲアカリ （舞台版マシュ・キリエライト 役） 甲斐千尋 （舞台版モードレッド 役） 本田礼生 （舞台版オジマンディアス 役） |
| 第63回  | 2018年3月20日  | 悠木碧 （沖田総司 役など）                                                                                               |
| 第68回  | 2018年4月27日  | 赤羽根健治 （カドック・ゼムルプス 役）                                                                                   |
| 第70回  | 2018年5月11日  | 武内駿輔 （ケイローン 役） 古川慎                                                                                        |
| 第80回  | 2018年7月20日  | 赤羽根健治 鶴岡聡 |
| 第86回  | 2018年8月31日  | 川澄綾子 |
| 第89回  | 2018年9月21日  | 大原さやか （アイリスフィール 役）                                                                                       |
| 第93回  | 2018年10月19日 | 大久保瑠美 |
| 第97回  | 2018年11月16日 | 門脇舞以 |
| 第106回 | 2019年1月18日  | ナナヲアカリ 大海将一郎 （舞台2019年版藤丸立香〈男〉 役）                                                                |
| 第112回 | 2019年3月1日   | 赤羽根健治 （田中美海の代役）                                                                                            |
| 第114回 | 2019年3月15日  | 下屋則子 （高橋李依の代役）                                                                                              |
| 第116回 | 2019年3月29日  | 大久保瑠美 |

| 配信回  | 配信日         | ゲスト                                                                | 当番               |
| ------- | -------------- | --------------------------------------------------------------------- | ------------------ |
| 第1回   | 2019年4月5日   | 丹下桜                                                                | 高橋・田中         |
| 第14回  | 2019年7月7日   | 河西健吾 （スカンジナビア・ペペロンチーノ 役）                        | 高橋・大久保       |
| 第20回  | 2019年8月16日  | 高橋李依                                                              | 大久保・田中       |
| 第22回  | 2019年8月30日  | 悠木碧                                                                | 高橋・田中         |
| 第30回  | 2019年10月25日 | 島﨑信長 （藤丸立香 役など）                                          | 高橋・大久保       |
| 第32回  | 2019年11月8日  | 川澄綾子                                                              | 大久保・田中       |
| 第39回  | 2019年12月27日 | 赤羽根健治                                                            | 高橋               |
| 第41回  | 2020年1月10日  | 下屋則子                                                              | 大久保             |
| 第46回  | 2020年2月14日  | 浅川悠 （メドゥーサ 役など）                                          | 大久保・田中       |
| 第53回  | 2020年4月3日   | 古川慎                                                                | 高橋・大久保       |
| 第73回  | 2020年8月21日  | 下屋則子                                                              | 高橋・大久保       |
| 第76回  | 2020年9月11日  | 田中理恵 （殺生院キアラ 役など）                                      | 大久保・田中       |
| 第86回  | 2020年11月20日 | 小林千晃 （バーソロミュー・ロバーツ 役）                              | 高橋・田中         |
| 第87回  | 2020年11月27日 | 六花 （FGO楽曲の歌唱担当） 乃藍 （FGO楽曲の歌唱担当）                 | 高橋・田中         |
| 第88回  | 2020年12月4日  | 鶴岡聡                                                                | 高橋・大久保       |
| 第92回  | 2021年1月1日   | 悠木碧                                                                | 高橋・田中         |
| 第108回 | 2021年4月23日  | ナナヲアカリ                                                          | 高橋・大久保       |
| 第112回 | 2021年5月21日  | 川澄綾子                                                              | 高橋・大久保       |
| 第114回 | 2021年6月4日   | 関根明良 （OVA版藤丸立香 役）                                         | 高橋・大久保       |
| 第116回 | 2021年6月18日  | 大和田仁美 （アビゲイル・ウィリアムズ 役）                            | 高橋・田中         |
| 第122回 | 2021年7月30日  | 川澄綾子 鈴村健一 （ロマニ・アーキマン 役） 高橋李依                  | 大久保・田中       |
| 第125回 | 2021年8月20日  | 門脇舞以                                                              | 高橋               |
| 第133回 | 2021年10月15日 | 植田佳奈                                                              | 高橋・大久保       |
| 第154回 | 2022年3月11日  | 赤羽根健治                                                            | 大久保・田中       |
| 第174回 | 2022年7月29日  | 赤羽根健治                                                            | 田中               |
| 第178回 | 2022年8月26日  | 伊東健人 （ジェームズ・モリアーティ〔ルーラー〕 役）                  | 田中               |
| 第184回 | 2022年10月7日  | カノウヨシキ                                                          | 高橋・大久保       |
| 第186回 | 2022年10月21日 | 石谷春貴 （ベリル・ガット 役）                                        | 田中               |
| 第192回 | 2022年12月2日  | 笠間淳 （黄飛虎 役）                                                  | 大久保             |
| 第195回 | 2022年12月23日 | 川澄綾子                                                              | 高橋               |
| 第203回 | 2023年2月17日  | 高橋花林 （ヴァン・ゴッホ 役）                                        | 高橋・大久保       |
| 第207回 | 2023年3月17日  | 森永千才 （ブラダマンテ 役）                                          | 高橋・田中         |
| 第209回 | 2023年3月31日  | 寺島拓篤 （トーマス・エジソン 役など）                                | 大久保・田中       |
| 第216回 | 2023年5月19日  | 悠木碧                                                                | 高橋・田中         |
| 第222回 | 2023年6月30日  | 鶴岡聡                                                                | 田中               |
| 第228回 | 2023年8月11日  | 赤羽根健治 （ゲストパーソナリティ） 石谷春貴 （ゲストパーソナリティ） |                    |
| 第235回 | 2023年9月29日  | Hana Hope （FGO楽曲の歌唱担当）                                       | 大久保・田中       |
| 第242回 | 2023年11月17日 | 和多田美咲 （徐福 役）                                                | 高橋・田中         |
| 第247回 | 2023年12月22日 | 310 （FGO楽曲の歌唱担当）                                             | 高橋・田中         |
| 第250回 | 2024年1月12日  | 石谷春貴                                                              | 田中               |
| 第253回 | 2024年2月2日   | 山村響 （ヤマトタケル 役）                                            | 高橋・田中         |
| 第256回 | 2024年2月23日  | 下屋則子                                                              | 高橋               |
| 第259回 | 2024年3月15日  | 槌田 （『藤丸立香はわからない』の監督）                               | 高橋・大久保       |
| 第276回 | 2024年7月12日  | 本多陽子 （阿曇磯良〈日比乃ひびき〉 役）                              | 大久保・田中       |
| 第280回 | 2024年8月9日   | 赤羽根健治 （ゲストパーソナリティ）                                   | 田中               |
| 第284回 | 2024年9月6日   | 悠木碧                                                                | 高橋・大久保・田中 |
| 第293回 | 2024年11月8日  | 山下七海 （カズラドロップ 役）                                        | 大久保・田中       |
| 第298回 | 2024年12月13日 | 鶴岡聡                                                                | 高橋・田中         |
| 第302回 | 2025年1月10日  | 赤羽根健治 石谷春貴                                                   | 大久保             |

## コラボレーション

### ゲーム内イベント
空の境界
- タイトル：空の境界/the Garden of Order
- 開催期間：2016年2月25日 - 3月9日

本作のシナリオを手がける奈須きのこの小説作品。イベントシナリオも奈須が担当。
SR「両儀式〔アサシン〕」がイベント限定サーヴァントとして、SSR「両儀式〔セイバー〕」が期間限定サーヴァントとして登場した。
2018年2月には『復刻版：空の境界/the Garden of Order -Revival-』として復刻され、期間限定サーヴァントとしてSR「浅上藤乃（アーチャー）」が追加された。
あらすじ
ある日、カルデアからサーヴァントたちの姿が消え、時を同じくして特異点らしきものが見つかる。主人公とマシュはその場所へ向かい、両儀式という女性の協力の元、異様な雰囲気を持つ集合住宅オガワハイムに囚われたサーヴァントたちを救出する。
その他登場サーヴァント：ブーディカ、ヘンリー・ジキル、織田信長、エリザベート・バートリー（ランサー）、メフィストフェレス、両儀式（セイバー）、巌窟王 エドモン・ダンテス、レオニダス一世
Fate/Zero
- タイトル：Fate/Accel Zero Order
- 開催期間：2016年4月27日 - 5月18日

虚淵玄による小説作品。イベントシナリオも虚淵が担当。
SR「アイリスフィール〔天の衣〕（キャスター）」がイベント限定サーヴァントとして、SSR「イスカンダル（ライダー）」が期間限定サーヴァントとして、SR「エミヤ〔アサシン〕」、R「百貌のハサン（アサシン）」が新登場サーヴァントとして登場した。
2018年9月には『復刻版：Fate/Accel Zero Order -LAP 2-』として復刻され、新登場サーヴァントとしてSR「ディルムッド・オディナ〔セイバー〕」が追加された。また、イベントアイテム交換画面にはケイネス・エルメロイ・アーチボルトも新規に登場する。
あらすじ
ある日、特異点Fより10年前の冬木市、すなわち第四次聖杯戦争中の冬木市にて特異点が観測された。主人公とマシュたちは、この聖杯戦争に参加したことのあるエルメロイII世とともに、この時代へレイシフトする。彼らは、ケイネス・エルメロイ・アーチボルトら聖杯戦争の参加者たちに接触しながら、事態解決に向けて奔走する。

Fate/kaleid liner プリズマ☆イリヤ
- タイトル：魔法少女紀行 〜プリズマ・コーズ〜
- 開催期間：2016年9月8日 - 9月21日

ひろやまひろしによる漫画作品。イベントシナリオはひろやまが監修している。
SR「クロエ・フォン・アインツベルン（アーチャー）」がイベント限定サーヴァントとして、SSR「イリヤスフィール・フォン・アインツベルン（キャスター）」が期間限定サーヴァントとして登場した。
2019年1月には『復刻版：魔法少女紀行 〜プリズマ・コーズ〜 Re-Install』として復刻され、期間限定サーヴァントとしてSR「美遊・エーデルフェルト/朔月美遊（キャスター）」が追加された。イベントアイテム交換画面に奈須の要望を受けひろやまが新たに描き下ろした美遊とクロエが追加された。
あらすじ
ある日、主人公とマシュはひょんなことから、魔法少女たちの国へと飛ばされる。
魔法少女の一人であるイリヤは魔法のステッキ・マジカルルビーとともに奔走しており、コナハト☆メイヴという別の魔法少女に追われていたところを主人公らに助けられる。
主人公はイリヤの親友である美遊・エーデルフェルトを助けるため、イリヤとともに、他の魔法少女たちと対決する。
Fate/EXTRA CCC
- タイトル：深海電脳楽土 SE.RA.PH
- 開催期間：2017年5月1日 - 5月24日

マーベラスエンターテイメントから発売されたゲーム作品。シナリオは奈須きのこが担当しており、イベントシナリオも奈須が執筆している。
SR「BB（ムーンキャンサー）」がイベント限定サーヴァントとして、SSR「メルトリリス（アルターエゴ）」、SR「パッションリップ（アルターエゴ）」が期間限定サーヴァントとして、SR「鈴鹿御前（セイバー）」が新登場サーヴァントとして登場した。また、当初は発表されていなかったが、5月10日のピックアップ第2弾からはSSR「殺生院キアラ（アルターエゴ）」が期間限定サーヴァントとして追加で登場した。
イベント開催前は「BBちゃんの逆襲/電子の海で会いましょう!」というタイトルで発表されており、公式サイトのあらすじもそれに合わせて書かれていたが、イベントが始まるとイベント名が「深海電脳楽土 SE.RA.PH」に変更され、あらすじも変更された。本イベントのTVCMもそれぞれナレーションが異なる2つのバージョンが用意されている。また、終局特異点のクリアが参加条件となっておりアバンタイトルや章タイトルの演出は「Epic of Remnant」に準拠するなど、現状では唯一メインシナリオと同等の扱いをされた期間限定ステージとなった。
2019年2月には『復刻版：深海電脳楽土 SE.RA.PH Second Bullet』として復刻され、新エピソードの追加と期間限定サーヴァントとしてSSR「キングプロテア（アルターエゴ）」が追加、イベント開始日にコミカライズの連載が開始された。
あらすじ
2017年1月、魔神ゼパルはカルデアが運営する海上油田基地セラフィックスに逃走する。ゼパルは基地の支配を始めると同時に物質の情報化を進め、さらに、基地のセラピストとして勤務する殺生院キアラを自らの依代として選ぶ。その後、ゼパルはキアラの善性を封じたうえで並行世界にあたる『CCC』の同一人物と同期させ、彼女を「己の快楽のために周囲の人々を徹底的に踏み台にする」人物へと変貌させる。だが、ゼパルの計画に反し、キアラから逆に支配し返されてしまい、ついには自我を奪われる。そして、カルト教団と化した職員たちは聖杯戦争を繰り返す実験を開始する。
4月、キアラは聖杯戦争を円滑に進めるためにこの世界のBB（以下：BB/GO）をサルベージするが、BB/GOは『CCC』のムーンセルから派遣されたBBと共謀してお互いと入れ替わる。また、キアラはメルトリリスらアルターエゴもサルベージして衛士（センチネル）として運用する。だが、二人に歯向かわれたため、キアラはメルトリリスを廃棄し、パッションリップの意思を封じる。一方、職員の一人であるアーノルド・ベックマンは、彼女に誘惑を受ける形で彼女を中心に据えた共依存団体を作り、職員を一人ずつ死に追いやる。
5月、カルデアはBBから、セラフィックスがマリアナ海溝に沈みゆく特異点になったことを告げられる。事態解決のためカルデアは主人公と3騎のサーヴァント"玉藻の前"、"エミヤ"、"ネロ・クラウディウス"を送り込むがBBの妨害によりサーヴァントと散り散りになり、BBから分かたれたアルターエゴの一人メルトリリスに救出される。
主人公はメルトリリスとともに、月の聖杯戦争を模した地獄を探索する中で、BBによって衛士に仕立て上げられていた"ガウェイン"、"タマモキャット"、"トリスタン"、"鈴鹿御前"らに加え、メルトリリスの姉妹にあたる"パッションリップ"、抑止力として召喚された"エミヤ・オルタ"らを仲間に入れる。主人公一行と接触したベックマンは、当初はカルデア側の救援ということで礼儀正しく接していたものの、やがてアルターエゴたちを嫌悪する態度を見せる。主人公一行がセラフィックスで起きた出来事の真相に近づく中、ベックマンと行動を共にしていた女性職員マーブル・マッキントッシュがガウェインを暗殺する。
やがて、メルトリリスが危機に陥る中、主人公一行は救出に向かう。ベックマンは一行に天体室へ行くよう命じるが断られてしまう。天体室に向かった彼はその場にいた"エミヤ・オルタ"に主人公を自分の言いなりにするための薬物を持ってこさせようとするが、「基地で行われる、聖杯戦争を繰り返す実験システム・アニムスフィアにかかわった者の殺害」という使命を帯びていた"エミヤ・オルタ"にマーブルともどもよって殺される。実験の真相を突き止めた"エミヤ・オルタ"の目の前で、死したはずのマーブルが起き上がる。実は、マーブルは主人公らが救出に来た時点においてすでに故人であり、遺体はキアラによって「殻」として利用されていた。満身創痍となった"エミヤ・オルタ"は、BBを撃破した主人公一行の前に立ちふさがるも、倒される。
その後、キアラはビーストIII/Rとして羽化したところを、生存していたBBによって時間を巻き戻される。キアラはメルトリリスによって倒されるが、メルトリリスの霊基を乗っ取ろうとする。そこへ、死したはずの"エミヤ・オルタ"が、無銘の英雄を排斥した人々を嘲笑したキアラに対抗するために再起してメルトリリスを救出し、キアラにとどめを刺す。
その裏で、BB/GOは、"玉藻の前"ら3騎のサーヴァントを回収し、主人公一行の前に立ちはだかるが、最終的には3騎のサーヴァントを取り返されてしまう。
ほか登場サーヴァント：エリザベート・バートリー、ロビンフッド、ヴラド3世（ランサー）
Fate/Apocrypha
- タイトル：Apocrypha/Inheritance of Glory
- 開催期間：2018年4月29日 - 5月13日

本作のシナリオを手がける東出祐一郎の小説作品。プレイヤーの進行状況に合わせ、一部の台詞が変化する。
SR「ジーク（キャスター）」がイベント限定サーヴァントとして、SSR「アキレウス（ライダー）」、SR「ケイローン（アーチャー）」が新登場サーヴァントとして登場。なお、アキレウスはアレキサンダーの幕間の物語「駆け抜ける、始まりの蹂躙制覇」にNPCで登場している。
本イベントは2016年12月23日に追加された「終局特異点 冠位時間神殿 ソロモン」と同様、合計一億を越えるサーヴァント、終盤では複製された大聖杯を全てのプレイヤー共同で撃破し続ける、レイド仕様のイベントとなった。
あらすじ
ある日、主人公は、世界の裏側にて大聖杯を見守る邪竜ファヴニールから呼びかけを受ける。
ジークによると、ある世界で行われた「聖杯大戦」が再現された結果、大聖杯の内部に異常をきたしたとされており、二人は大聖杯の内側に向かう。だが、大聖杯の中には「聖杯大戦」に参加したサーヴァントが何者かによって再現されており、二人は彼らの襲撃を受ける。「再現体」のジークフリートが放った竜殺しの宝具によってファヴニールは重傷を負い、とっさに意思のない「再現体」のケイローンとアキレウスを、意思のあるサーヴァントに変換して助けてもらう。動けなくなったファヴニールは、自らの端末としてホムンクルスだったころの自分…ジークを顕現させる。その後、主人公とジークは、他の「再現体」たちをサーヴァント化していく。
「聖杯大戦」に参加した十四騎のうち十三騎がサーヴァントとして主人公たちの陣営につく中、一行は「聖杯大戦」を再現した黒幕- ダーニック・プレストーン・ユグドレミアの「残留した願望」と対峙する。大聖杯の支配に拘泥するダーニックは、サーヴァントたちに受肉を持ち掛けるも全員から断られ、ついに大聖杯の再現に乗り出す。基本7クラスのデータを使いこなす疑似・大聖杯にサーヴァントたちが奮戦するのを見たジークは、彼らも英雄としての責務を負っていることを理解し、積極的に戦いに参加する。そして、ダーニックがかつて取り込んだヴラド三世がサーヴァントとして再現され、ダーニックにとどめを刺す。
他のサーヴァントたちが帰還した後、主人公は回復したファヴニールから、端末としてのジークをあらためて託される。
ロード・エルメロイII世の事件簿
- タイトル：レディ・ライネスの事件簿
- 開催期間：2019年4月27日 - 5月11日

三田誠の小説作品。イベントシナリオも三田が担当。新拠点を舞台とした内容かつ過去に開催されたイベントの振り返りが行われており、Lostbelt No.3 -intro-のクリアが参加条件となっている。
SR「グレイ（アサシン）」がイベント限定サーヴァントとして、SSR「司馬懿〔ライネス〕（ライダー）」、SR「アストライア（ルーラー）」が新登場サーヴァントとして登場した。
イベント開催中に終局特異点イベントの再現として、第四特異点にも登場し真っ先にプレイヤーが殺到したと言われる魔神柱バルバトスを撃退するレイドバトルが開催された。
2022年1月には『復刻版：レディ・ライネスの事件簿 -Plus Episode-』として復刻され、新エピソードとSR「ヘファイスティオン（プリテンダー）」が追加された。
Fate/Requiem
- タイトル：『Fate/Requiem』盤上遊戯黙示録
- 開催期間：2020年5月25日 - 6月8日

星空めておの小説作品。イベントシナリオは星空めておがプロットを担当し、茗荷屋甚六が執筆している。
SR「宇津見エリセ（ランサー）」がイベント限定サーヴァントとして、SSR「ボイジャー（フォーリナー）」、SR「鬼女紅葉（バーサーカー）」が新登場サーヴァントとして登場。
あらすじ
あるとき、カルデア内のサーヴァントたちの間でボードゲームが流行するが、時を同じくしてサーヴァントたちが姿を消す。そこへ、フォーリナーのボイジャーが、かつてのマスターである宇津見エリセの捜索を主人公に依頼してくる。ボイジャーの依頼を引き受けた主人公は、ボードゲームを模した世界へ足を踏み入れる。

Fate/Grand Order Waltz in the MOONLIGHT/LOSTROOM
- タイトル：輝け！グレイルライブ！！ 〜鶴のアイドル恩返し〜
- 開催期間：2021年4月26日 - 5月10日

『Grand Order』の音楽リズムゲーム。イベントシナリオは田中天と矢野俊策が担当。
SR「謎のアイドルX〔オルタ〕」がイベント限定サーヴァントとして、SSR「ミス・クレーン（キャスター）」が新登場サーヴァントとして登場。また、イベント限定霊衣として、『Waltz in the MOONLIGHT/LOSTROOM』の楽曲に関連したサーヴァント12騎の霊衣が登場した。

マンガで分かる!Fate/Grand Order
- タイトル：連続活劇神話 ミシシッピ・ミササイザーズ
- 開催期間：2022年4月27日 - 5月18日

リヨの漫画作品。
SSR「スーパーバニヤン」、SR「大黒天」、C「メアリー・アニング」が新登場サーヴァントとして登場。単独のサーヴァントとしては登場しないものの、マンガで分かるライダーとマンガで分かるアサシンもスーパーバニヤンの攻撃演出などで登場する。

Fate/Grand Order Arcade
- タイトル：螺旋証明世界 リリムハーロット 〜喝采なき薔薇〜
- 開催期間：2023年4月26日 - 5月17日

『Grand Order』のアーケードゲーム。イベントシナリオは鋼屋ジンが担当。
SR「セタンタ」がイベント限定サーヴァントとして、SSR「ラーヴァ/ティアマト」、SSR「ソドムズビースト/ドラコー」、SR「ロクスタ」が新登場サーヴァントとして登場。
Fate/Samurai Remnant
- タイトル：盈月剣風帖
- 開催期間：2024年1月17日 - 2月7日

アニプレックスから発売されたゲーム作品。イベントシナリオは鋼屋ジンが担当。
SR「宮本伊織」がイベント限定サーヴァントとして、SSR「ヤマトタケル」、SSR「源頼光/丑御前」、SR「由井正雪」が新登場サーヴァントとして登場。
魔法使いの夜
- タイトル：隈乃温泉殺人事件 〜駒鳥は見た！魔法使いは二度死ぬ〜
- 開催期間：2024年4月26日 - 5月17日

アニプレックスから発売されたゲーム作品。奈須がシナリオを担当しており、イベントシナリオも執筆している。
SR「静希草十郎」がイベント限定サーヴァントとして、SSR「蒼崎青子」、SSR「久遠寺有珠」が新登場サーヴァントとして登場。

#### コラボレーションイベントスタッフ
空の境界
- シナリオ執筆 - 奈須きのこ
- 音楽担当 - 梶浦由記
- CMアニメーション制作 - ufotable
- 監督・絵コンテ・演出 - 三浦貴博
- キャラクターデザイン・作画監督 - 須藤友徳
- 概念礼装イラスト制作 - ufotable（須藤友徳、高橋タクロヲ、菊池隼也、小笠原篤、塩島由佳）

Fate/Zero
- シナリオ執筆 - 虚淵玄
- 音楽担当 - 梶浦由記
- CMアニメーション - ufotable
- 監督・キャラクターデザイン・作画監督・絵コンテ・演出 - 須藤友徳

Fate/kaleid liner プリズマ☆イリヤ
- シナリオ監修 - ひろやまひろし
- 音楽担当 - 加藤達也、TECHNOBOYS PULCRAFT GREEN-FUND
- CMアニメーション - SILVER LINK.

Fate/EXTRA CCC
- シナリオ執筆 - 奈須きのこ
- CMアニメーション - シャフト

Fate/Apocrypha
- CMアニメーション - A-1 Pictures
- 絵コンテ・演出・作画監督 - 山田有慶

Fate/Requiem
- シナリオプロット - 星空めてお
- シナリオ執筆 - 茗荷屋甚六
- CMアニメーション - A-1 Pictures
- 作曲 - 芳賀敬太、石川智久（TECHNOBOYS PULCRAFT GREEN-FUND）

Fate/Grand Order Waltz in the MOONLIGHT/LOSTROOM
- シナリオ執筆 - 田中天、矢野俊策
- CMアニメーション - A-1 Pictures
- 絵コンテ・演出 - 山田晃
- 作画監督 - 佐藤秋子
- 作曲 - 毛蟹（LIVE LAB.）

マンガで分かる!Fate/Grand Order
- CMアニメーション - A-1 Pictures
- 絵コンテ・演出 - 安藤良
- 作画監督 - 杉生祐一
- 作曲 - 毛蟹（LIVE LAB.）

Fate/Grand Order Arcade
- シナリオ執筆 - 鋼屋ジン
- CMアニメーション - CloverWorks
- 絵コンテ・演出・作画監督・原画 - 林勇雄

Fate/Samurai Remnant
- シナリオ執筆 - 鋼屋ジン
- CMアニメーション - CloverWorks
- 絵コンテ・演出 - 宮原洋平（カプセル）
- 作画監督 - 滝山真哲、浜友里恵

魔法使いの夜
- シナリオ執筆 - 奈須きのこ
- CMナレーション - 沢木郁也、戸松遥、花澤香菜

### リアル脱出ゲーム
本作は、SCRAPが展開するリアル脱出ゲームともコラボレーションを行っている。同公演において、参加者はコラボイベントオリジナルのキャラクターとなってサーヴァントを召喚し、彼らと協力して1時間以内にエリアから脱出するという内容となっており、ゲームのクリア条件である脱出は「修正」と称されている。参加者は6人でチームを組んでゲームに参加し、1回のゲームで複数のチームが参加する。コラボレーションのきっかけは2017年夏ごろに塩川がリアル脱出ゲームに参加したことであり、空間演出や謎解きと物語のリンクなどに興味を得た。主催者の加藤隆生もオファーを受けた時点ではアプリ版をプレイしていなかったものの、周囲に熱心なプレイヤーがいたことを見て自分も遊んでみた結果、物語のインタラクティブ性やキャラクターに魅了され、ゲームの体験を空間に落とし込むことに興味を覚え、コラボレーションに至った。
2018年5月11日から8月26日までの期間には、本作を題材としたリアル脱出ゲームの第1弾である「謎特異点I ベーカー街からの脱出」が開かれた。同公演で参加者が召喚できるサーヴァントは「アルトリア・ペンドラゴン」、「エリザベート・バートリー」、「アストルフォ」、「エレナ・ブラヴァツキー」、「ロビンフッド」、「ヘンリー・ジキル&ハイド」の6名である。同公演は、東京原宿にある常設スタジオ・原宿ヒミツキチオブスクラップと名古屋矢場町にある常設スタジオ・名古屋ヒミツキチオブスクラップと大阪心斎橋にある常設スタジオ・大阪ヒミツキチオブスクラップにて約1ヶ月、福岡天神にある常設店舗・アジトオブスクラップ福岡天神にて約3週間、札幌大通にある常設店舗・アジトオブスクラップ札幌大通と横浜石川町にある常設店舗・アジトオブスクラップ横浜にて約2週間のロングランで開催され、開催期間中に当ゲームの開発スタッフ陣とSCRAP社員によるトークライブを実施した。前売り券は通常版のほかにピンバッジ付の限定版を選択することができる。
その翌年の2019年4月26日から9月3日までの期間には、第2弾である「謎特異点II ピラミッドからの脱出」が開催された。同公演で参加者が召喚できるサーヴァントは「蘭陸王」、「エミヤ」、「ディルムッド・オディナ」、「マリー・アントワネット」、「アヴィケブロン」、「刑部姫」の6名である。同公演は、原宿ヒミツキチオブスクラップにて約2ヶ月、名古屋ヒミツキチオブスクラップと大阪ヒミツキチオブスクラップにて約1ヶ月、札幌大通にある常設店舗・アジトオブスクラップ札幌と仙台あおば通りにある常設店舗・アジトオブスクラップ仙台と岡山城近辺にある常設店舗・アジトオブスクラップ岡山と福岡天神にある常設店舗・アジトオブスクラップ福岡天神にて約3週間、横浜駅前にある常設スタジオ・横浜ヒミツキチオブスクラップにて約2週間のロングランで開催された。また、横浜公演では、内容を一部変更したリピーター限定公演を平日限定で実施した。前売り券は通常版のほかにスマホリング付の限定版を選択することができる。SCRAPの平井真貴は、メディア向けに行われた「ピラミッドからの脱出」先行体験会の際に開かれたディライトワークスのバスター石倉との対談の中で、同公演の制作の経緯について話している。前回の「ベーカー街の脱出」は推理ものの要素が強かったため、今回はアクションを強化しようという方針が立てられたものの、アイデアを出すのには時間がかかり、最終的には40から50の案の中からピラミッドを舞台とした冒険譚に決まった。制作に当たり、平井は「冒険感」を意識し、マスターになった自分がどのような冒険をするかということを基準としたとも振り返っている。
リアル脱出ゲームとのコラボレーション第3弾にして最終作である「謎特異点III FINAL 冠位時間神殿からの脱出」は、2020年7月から2か月にわたり全国のZeppを巡回する予定だったが、新型コロナウイルス感染症による影響により、延期が発表された。

## イベント
Fate/GrandParty
開催期間 - 2016年5月13日 - 2016年5月29日、2016年5月30日 - 2016年6月12日
会場 - AREA-Q
ゲームに関連する展示、グッズ販売、フード・ドリンク販売が行われた。本イベントに際して、マリー・アントワネット、アルテラ、カルナ、アルジュナのオリジナル衣装のイラストが描き下ろされた。
FGO夏祭り2016 秋葉原 1st Anniversary
開催期間 - 2016年7月30日
会場 - 秋葉原UDX 2階 アキバ・スクエア
夏祭りをイメージした展示のほか、スタンプラリー、1周年記念ブックレットが販売された。
ufotable 関連イベント
ゲーム内イベント『空の境界』『Fate/Zero』にて、CM・イラスト制作を担当したアニメーション制作会社ufotableが下記のイベントにおいて企画・運営を行った。
コラボレーションカフェ・ダイニング
開催期間 - 2016年3月1日 - 2016年3月29日、2016年7月1日 - 2016年8月16日
会場 - ufotable関連店舗
ufotableがCM・イラスト制作を担当したゲーム内イベント『空の境界』『Fate/Zero』のコラボカフェ・ダイニングを全国のufotable Cafe、Dining、マチ★アソビCafeにて開催。各店舗ではCMに使用された原画の展示、CM制作工程の映像上映、グッズ販売などが行われた。
マチ★アソビ
開催期間 - vol.16:2016年5月 - 各回
会場 - 徳島県徳島市
ufotableが企画・運営を行うアニメやゲームなどのエンターテインメントが集うイベント。vol.16ではマシュ・キリエライト（種田梨沙）によるロープウェイアナウンス、DELiGHTWORKSスタッフ、種田梨沙、川澄綾子によるクリエイタートークショー、橋の下美術館への展示、「Fate/ぐだぐだオーダー」を痛車にした「Fate/ぐだぐだレーシング」の展示のほか、劇場版「Fate/stay night[Heaven's Feel]」トークイベントにて島﨑信長のボイスメッセージが流された。
vol.17ではエリザベート・バートリー（大久保瑠美）によるロープウェイアナウンス、フェラーリ・F430をFate関連作品にラッピングした痛車の展示、川澄綾子、大久保瑠美、ゲームスタッフによるSPトークイベントのほか、徳島阿波おどり空港にて「FGO夏祭り2016」にも展示された全長5メートルにおよぶ「ウィッカーマン」の展示が行われた。
その他、各回にてトークイベントなどが開催されている。
FGO冬祭り 2017-2018 〜冬のファラオ大感謝祭〜
会場・日程 - 兵庫県神戸市（2017年12月23日）、宮城県仙台市（2018年1月14日）、広島県広島市（同2月23日）、大分県別府市（同3月4日）
2017年末から2018年初頭にかけて各地方都市で行われる展示・ステージイベント。
HOKUSAI & TOKYO 水辺を彩る江戸祭2018
会場・日程 - 東京都港区台場（2018年3月17日）
葛飾北斎を題材としたウォータープロジェクションマッピングイベントであり、その一環として本作を題材としたプロジェクションマッピングが展開された。
HOTEL CHALDEA（ホテル カルデア）
開催期間 - 2019年4月5日 - 2019年7月6日
会場 - サンシャインシティプリンスホテル
サンシャインシティプリンスホテルの全客室改装完了と同時に登場する25階のコンセプトフロア「IKEPRI 25」のオープニングコンテンツで、サーヴァントたちの存在が感じられる全20室の特別フロア。4つのテーマの客室（「黄金の間〜王たちの戯れ〜」「ルーム・キャメロット〜ホリデー・イン・アヴァロン〜」「ベーカー街〜親愛なるサイドキックへ〜」「坂本探偵事務所〜お竜さんもいるぞ〜」）と4つのテーマのフロア宿泊者専用ラウンジで構成されている。

## 新聞広告「under the same sky」
『Fate/Grand Order』5周年を記念して、全国47の名所をサーヴァントたちが訪ねるというコンセプトのもと、2020年5月から7月にかけて、全国の地方紙47紙と全国紙1紙（読売新聞朝刊）上で展開された新聞広告。

## コラボレーショングッズ
- 2017年11月にはサンリオがコラボレーショングッズの先行販売をアニメイトで開始[176]。
- 2022年7月、セイコーよりコラボウオッチが販売[177]。

## 反響
作家の師走トオルによると、2016年に本作におけるシナリオのタップ数の制限が緩和された結果、他の作品においても同様の施策をとるケースが相次ぎ、ゲームシナリオの需要が急増したとされている。また、2017年における本作の関連楽曲の著作権使用料は約400億円であり、これはアニプレックスの親会社であるソニー・ミュージックエンタテインメントの音楽事業の営業利益の3割超に相当する。
さらに、本作を通じて歴史上の人物や物事を題材とした書籍やイベントなどに注目が集まることもあった。
Sensor Towerが2019年3月に公表したブログによると、本作のプレイヤー支出額はiOS/Android双方合わせて推定30億ドルを突破したとされており、うち約82％は日本からの支出だが、中国（約12％）と米国（約3％）が続いており、Sensor Towerのブログの記事の筆者はアジアよりもFateシリーズの認知度が低い北米においても収入が高いとコメントしている。
ディライトワークスの第4制作部の代表を務める浅沼拓志は、2018年に行われた4Gamer.netの御月亜希とのインタビューの中で、どの国においても同様の反応が見られていると述べており、これが本作の強みであると話している。浅沼は特に印象に残った出来事として、上海のイベントで冠位時間神殿のフォトスポットを設けたところ供え物がされていたことなどを挙げている。また、インタビューアーの御月亜希も、日本語版と韓国語版の両方で課金プレイする韓国のファンがいることを挙げている。
一方で、キャラクターの描写やシナリオの内容が論争を招くケースもあり、たとえば、小説「Fate/Grand Order 英霊伝承 〜荊軻〜」における始皇帝の描写は中国のファンの間で議論を巻き起こした一方、同じく始皇帝が登場するLostbelt No.3「人智統合真国 シン」は中国のファンに受け入れられておライターの百元籠羊はアキバ総研に連載しているコラムの中で、中国のFate人気のきっかけとなった虚淵玄がシナリオを手掛けていたことでよい評価を得られたのではないかと推測している。

### 評価
ゲームディレクターの類地健太郎は、物語を主軸としているため速い更新速度や物語とゲームの素早い連動などが実現できたと述べ、その在り方を週間連載の少年漫画にたとえている。キャラクター同士の相性や宝具の情報をあらかじめプレイヤーに開示することでプレイヤーに物語の展開を予測しやすくさせ、読者の予想を覆すような展開や結末を用意することで物語のリアリティをあげていると指摘しており、同様の理由から二次創作がしやすいのではないかと推測している。一方で本作のフォロワーが成功しない理由として本作の存在そのものがソーシャルゲームとしては特異であることを指摘している。

### 受賞・ノミネート
- 「第21回文化庁メディア芸術祭」審査委員会推薦作品[186]
- 「日本ゲーム大賞 2018」優秀賞：受賞[187]
- ファミ通アワード2017優秀賞：受賞[188]
- ファミ通アワード2018優秀賞：受賞[189]